# 機動戦士ガンダムSEEDの登場人物
機動戦士ガンダムSEEDの登場人物（きどうせんしガンダムシードのとうじょうじんぶつ）では、アニメ『機動戦士ガンダムSEED』に登場する架空の人物を列挙する。個別記事のない一部キャラクターについては、続編の『機動戦士ガンダムSEED DESTINY』および『機動戦士ガンダムSEED FREEDOM』、外伝作品の『機動戦士ガンダムSEED ASTRAYシリーズ』での動向も併記する。

## 地球連合軍

### アークエンジェル隊

#### キラ・ヤマト
声 - 保志総一朗
本作の主人公。物語開始時点では、中立国オーブのコロニー「ヘリオポリス」で工業カレッジに通う学生で、コーディネイターとしての素性を隠して生活していた。地球連合軍製試作型MS「G兵器」の奪取・破壊をもくろむザフト軍の侵攻に巻き込まれ、偶然搭乗した試作機の1機「ストライク」のパイロットとして戦うことになる。

#### マリュー・ラミアス
声 - 三石琴乃
地球連合軍の新造戦艦アークエンジェルの艦長。

#### ムウ・ラ・フラガ
声 - 子安武人
地球連合軍所属のMA・戦闘機パイロット。

#### ナタル・バジルール
声 - 桑島法子
アークエンジェルの副長。

#### フレイ・アルスター
声 - 桑島法子
キラが通うカレッジの一期後輩。

#### アーノルド・ノイマン
Arnold Neumann
声 - 千葉一伸
人種：ナチュラル・男性 / 生年月日：C.E.46年6月9日 / 年齢：25歳→27歳 / 星座：ふたご座 / 血液型：AB型 / 身長：173cm / 体重：65kg / 階級：曹長→少尉（地球連合軍在籍時）→三尉（オーブ軍）→一尉
地球連合軍（後にオーブ国防軍）の士官で、アークエンジェルの操舵手。
ザフト軍のG兵器強奪作戦の際に生き残った数少ないアークエンジェルの正規クルーのひとりで、ブリッジにおいては艦長のマリュー、副長のナタルに次ぐ階級である。普段はナタルの陰に隠れて目立たないが、判断力と実行力を兼ね備えた有能な軍人で、ブリッジ要員のまとめ役となることも多い。
艦長による回避命令をほぼ100%成功させるなど、優れた操舵技術の持ち主。アークエンジェルが海面の敵MSから船体下面に攻撃を受けた際には、主砲の射線確保のため、全長400メートル以上にも達するアークエンジェルを重力下でバレルロールさせる荒技をやってのける。マリューたちアークエンジェル隊が連合軍を離反したあとも、引き続き艦の舵を握り続ける。
2年後の『DESTINY』でも操舵技術は劣っておらず、突如前方から現れたミネルバによる攻撃を、船体を90度ロールさせて回避するなど、アークエンジェルを「不沈艦」たらしめた功労者のひとりとなる。
『DESTINY』の2年後を描いた『FREEDOM』では、世界平和監視機構コンパスに出向し、引き続きアークエンジェルの操舵を担っている。作中中盤においてファウンデーション王国軍のブラックナイトスコードによる集中攻撃でアークエンジェルを撃沈されてしまうが、他のクルーと共に脱出に成功。終盤で同じコンパスに所属するスーパーミネルバ級強襲揚陸艦ミレニアムに移乗し、操舵手としてミレニアムの操舵を担い、ファウンデーションとの決戦に臨む。
『機動戦士ガンダムSEED 友と君と戦場で。』では、ナタルに密かに思いを寄せているという設定であり、本来なら死亡するはずのナタルが生き残るというシナリオがある。

#### ジャッキー・トノムラ
Jackie Tonomura
声 - 渋谷茂
人種：ナチュラル・男性 / 生年月日：C.E.47年7月4日 / 星座：蟹座 / 血液型：O型 / 年齢：24歳 / 身長：179cm / 体重：73kg / 階級：伍長→軍曹
地球連合軍の下士官で、アークエンジェル正規クルーの生き残りのひとり。当初は副操舵士として配属されていたが、ザフトの攻撃により減少したクルーの穴を埋めるためにCICに異動し、索敵担当になる。
高山瑞穂の漫画版では、オペレーション・スピットブレイク後に戦争に対する不満を爆発させたサイに鉄拳制裁を行う。

#### ダリダ・ローラハ・チャンドラII世
Dalida Roelaha Chandora II
声 - 鳥海勝美
人種：ナチュラル・男性 / 生年月日：C.E.47年1月11日 / 星座：山羊座 / 血液型：B型 / 年齢：24歳→26歳 / 体重：62.5kg / 階級：伍長→軍曹（地球連合軍時代）→一曹（オーブ軍）→三尉
地球連合軍の下士官で、アークエンジェル正規クルーの生き残り。CIC電子戦担当。『DESTINY』および『FREEDOM』にも登場。劇中では「チャンドラ」と呼ばれていることが多い。ザフト用のソナーをアークエンジェルで使用可能に改造するなど電子工学のスペシャリストでもある。臨時に艦の手伝いをするようになったサイらの面倒を見るなど、気さくな一面もある。
停戦後もアークエンジェルに再び乗艦し、オペレーターを担当する。

#### ロメロ・パル
Romero Pal
声 - 高戸靖広
人種：ナチュラル・男性 / 生年月日：C.E.48年9月17日 / 星座：乙女座 / 血液型：AＢ型 / 年齢：23歳 / 身長：161cm / 体重：66kg / 階級：伍長→軍曹
地球連合軍の下士官で、アークエンジェルのオペレーター。オーブでの戦闘からはCICに席を移す。

#### コジロー・マードック
Kojiro Mardoc
声 - 中嶋聡彦（テレビ版）、田中美央（『SEED FREEDOM』）
人種：ナチュラル・男性 / 生年月日：C.E.40年9月26日 / 年齢：31歳→33歳 / 階級：曹長
アークエンジェルの整備担当。クルーからは階級である「曹長」と呼ばれ、親しまれている。職人気質な人物であり、整備要員ながら叩き上げの軍人。その口の悪さをナタルにたしなめられることもある。宇宙要塞アルテミスでアークエンジェルがユーラシア連邦に占拠された際には、冷静な判断、対応をする。キラを「坊主」と呼ぶほど親しい関係を築く、アスランを「ザフトの坊主」と呼ぶ、ディアッカとも雑談を重ねるなど、人種を気にせず各々との関係は良好だったことがうかがえる。
停戦後は再びアークエンジェルの整備士として乗艦する。キラがストライクルージュで出撃する際に、キラが過去に搭乗していた際のストライクのスペックに短時間で仕上げる。
田中は2017年に死去した中嶋に代わり、劇場版で新たに起用された。実写作品にも多く出演する俳優でもあることから、本作の劇場公開時期には出演作品（『ゴジラ-1.0』や『ウルトラマンブレーザー THE MOVIE 大怪獣首都激突』）が偶然重なって祭り状態になったことを、「3本同時は自己新記録」と自身のブログにて感謝している。

#### トール・ケーニヒ
Tolle Koenig
声 - 井上隆之
人種：ナチュラル・男性 / 生年月日：C.E.55年4月11日 / 星座：牡羊座 / 血液型：A型 / 年齢：16歳 / 身長：163cm / 体重：59kg / 没年月日：C.E.71年4月17日
キラと同じカレッジに通う友人で、ミリアリアの彼氏。ヘリオポリスの争乱で人手不足となったアークエンジェルを手伝うために副操舵手となり、ストライクに乗って活躍するキラに触発されてスカイグラスパー2号機のパイロットとなる。
コーディネイターである身分が知られ銃を向けられるキラを庇ったりするなど、キラに対して分け隔てのない友情を抱いている。ザフトによるコロニー襲撃に巻き込まれ、アークエンジェルに避難し、人手不足の中、副操舵手を担当することになる。
オーブ近海でのザラ隊との戦いでパイロットとしての初陣を果たし、ストライクの予備パックの輸送や、ブリッツを牽制するなどして活躍する。しかし、2回目の出撃でストライクを援護しようとした際、イージスが投擲したシールドでコックピットを叩き潰されて圧死、その際に首がちぎれ跳ぶ場面も描かれる。スペシャルエディションとHDリマスター版で、該当場面がより克明に描かれている。
関連ゲーム『スーパーロボット大戦W』では、条件を満たせば叢雲劾に助けられて生き残る。その際、キラとアスランの間に決定的な溝を作る原因となったもうひとりの人物であるニコルも劾に救助されて生き残り、マルキオ導師のもとで揃って治療を受ける。両者のベッドは隣同士であり、この出会いが両者を変えるというif展開が用意されている。なお、生存するとディアッカとミリアリアとの絡みはほぼなくなるが、トールがディアッカと意気投合するという展開になる。

#### ミリアリア・ハウ
Miriallia Haww
声 - 豊口めぐみ
人種：ナチュラル・女性 / 誕生日：C.E.55年2月17日 / 星座：みずがめ座 / 年齢：16歳→18歳 / 血液型：AB型 / 身長：159cm / 体重：52kg→47kg / 髪色：薄い茶色 / 瞳色：青緑 / 好きな食べ物：ヨーグルト / 階級：二等兵（地球連合軍）→階級不明（オーブ軍）→三尉
キラの学友ひとりで、トールの彼女。思いやりがあり、しっかりとした性格。友人からは「ミリィ」の愛称で呼ばれている。外跳ねのヘアースタイルが特徴。作った料理は見た目は良いが味は最悪で、トールですらデートでは、弁当が必要のないプランやルートを必ず選んでいたという。
ヘリオポリス襲撃で避難したアークエンジェルのCICを引き受けることになる。オーブ本島オノゴロ島でアークエンジェルから降りたカズイと入れ替わるかたちでオペレーターとなる。
オーブ近海でトールが戦死したことで大きく動揺し、同時期に捕虜となったディアッカの言動に激昂しナイフで襲うがサイに止められ、直後にフレイの銃撃からディアッカを救う。その後アークエンジェルと共闘することになったディアッカに興味を抱くようになる。最終決戦である第二次ヤキン・ドゥーエ攻防戦を、アークエンジェルクルーとして戦い抜き生還する。
大戦後はディアッカとは付き合っていたらしいが、戦場カメラマンという危険な仕事を止められ振ったらしい。
『DESTINY』では戦場カメラマンになって地球各地を回っており、ラクス・クライン（実際はミーア・キャンベル）の慰問コンサートの取材も行っている。黒海沿岸の都市ディオキアでアスランと偶然再会し、キラたちとの会談をセッティングする。そのほか、ユニウスセブン落下後に地球に降下してきたディアゴ・ローウェルが搭乗するレッドフレームMJを目撃する。
本物のラクスがバルトフェルドとともに宇宙へ上がったあと、彼女に代わり再度アークエンジェルにオペレーターとして乗艦する（スペシャルエディション4部作ではアークエンジェル発進時点ですでに乗組員でオペレーターを務めている）。メサイア攻防戦まで戦い抜き、停戦を迎える。
『FREEDOM』ではオーブ軍に所属しており、ファウンデーションのレクイエム発射前にカガリと合流し、サイとともにキャバリアーアイフリッド2に搭乗してカガリをサポートする。

#### サイ・アーガイル
Ssigh Argyle
声 - 白鳥哲
人種：ナチュラル・男性 / 生年月日：C.E.54年7月20日 / 星座：蟹座 / 血液型：O型 / 年齢：17歳 / 身長：170cm / 体重：63kg / 階級：二等兵
キラのカレッジの友人で、フレイとは婚約者の間柄。ヘリオポリス襲撃時の避難先であるアークエンジェルのCICを担当し、のちにオペレーターに配置転換される。地球降下後にフレイがキラとの関係を深めたことで婚約を一方的に破棄され、激昂してキラに詰め寄るも、コーディネイターのキラにはかなわず制圧される。今度は自身もストライクを操縦できることを証明しようと機体に無断搭乗するが、ナチュラルのうえにパイロット経験が皆無なため失敗し慟哭する。
キラに対する劣等感と確執から塞ぎ込んでいたが、イージスとの戦いで相討ちとなり行方不明になったキラを心配する素振りを見せる。その一方、キラを心配すらせずフレイが自身とよりを戻そうとしてきた際には、逆に彼女を強く拒絶する。以降はトールを失い落ち込んでいたミリアリアを気遣い、退艦を決意したカズイを励ましつつ見送り、キラとも再会後に和解を果たすなど精神的にも大きく成長。その後もみずからの意思で艦に残り、第二次ヤキン・ドゥーエ攻防戦を戦い抜き生還する。
モラシム隊との2回目の海戦では、キラのストライクがモラシムのゾノに手こずる隙をついてアークエンジェルに迫ってきたグーン数機を見たサイが「上部の砲（ゴットフリード）の射線が取れれば」という案を聞いたマリューが艦自体をバレルロール（逆さ転回）するという奇策を指示し、逆転勝利する一助となる。
セル版DVD最終巻の初回限定版にのみ収録された、最終話後のエピローグを描く「AFTER-PHASE 星のはざまで」では、フレイほか旧友たちと写したポートレートの飾られた部屋で、ひとりパソコンで作業している姿をみることができる。続編の『DESTINY』には未登場だが、テレビ放送当時の特番「機動戦士ガンダムSEED DESTINY -EDITED- 」ではサイ役の白鳥哲がナレーションを務めた。
『FREEDOM』では、声は無かったが姿のみ出演。オルフェの演説時には、スーツ姿でカガリの周囲に居るオーブ関係者の末席にいた。
ファウンデーションのレクイエム発射前には、ミリアリアとともにキャバリアーアイフリッド2に乗り込み、カガリをサポートする。

#### カズイ・バスカーク
Kuzzey Buskirk
声 - 高戸靖広
人種：ナチュラル・男性 / 生年月日：C.E.55年8月25日 / 年齢：16歳→老齢 / 星座：乙女座 / 血液型：B型 / 身長：159cm / 体重：61.5kg / 階級：二等兵
『SEED』第1 - 38話、イラストストーリー『SEED RGB』An Old MANなどに登場。キラの友人のひとりで、劇中で明確に確認できるプラント以外でのコロニー生まれのコロニー育ち。猜疑心が強く、ぼそりと自分の懸念を口にすることで、周囲を不安がらせることがある。
ヘリオポリス襲撃に巻き込まれアークエンジェルへと身柄を拘束されたあと、キラをサポートしたいと決意した学友たちに同調しブリッジの通信士を担当するようになる。
しかしアークエンジェルが連合軍艦である以上、ザフトからの追撃は終わらず、祖国のオーブですら友軍とはみなされない事実を目の当たりにして、キラやサイたちに対する仲間意識だけでは割り切れなくなっていく。特にキラとトールのMIAからはたびたび除隊を期待する言動が目立ち、一度破り捨てた除隊許可証もテープでつなぎ止めた状態で保管しており、アラスカを脱出した際にそれを取り出している（その除隊許可証はアークエンジェルが第八艦隊所属艦時のもので、その時点ではアラスカ守備軍に所属が変更になった時点で除隊許可証が機能するかは疑わしい）。オーブ解放作戦の前にマリュー・ラミアスが提案した退艦希望者に賛同し艦を降りることを決意する。
その際は学友たちから臆病者だと思われることを恐れて最後まで逡巡しており、除隊許可証をつなぎ止めていた件もサイとミリアリアに冷たくあしらわれたことも手伝って余計に自信を失うが、最終的にはその決断を責めずに励ましてくれたサイに見送られつつアークエンジェルを出ていく（その様子はキラとカガリも遠目で見ている）。
退艦後の動向は描かれていなかったが、書籍『機動戦士ガンダムSEED RGB』にてカズイと思われる老人が登場している。その人物は雑誌のインタビューを受けて当時の思い出を振り返っており、「ガンダム」という言葉はキラを経て自分たちから広まったこと、除隊許可証をまだ手元に残していること、生体CPUのオルガたちが服薬していたものに似た名前の栄養ドリンク「グリフェプタンD」を常飲していること、戦後に軍から監視されていたかもしれないことやミリアリアとサイ（呼び方は「アーガイルさん」に代わっている）に会ったことなどを語った。
『FREEDOM』では、声は無かったが姿のみ登場し、民間人としてファウンデーション王国の放送を見ていた。小説版では、デスティニープランの効果を理解しながらも自分のような取り柄のないナチュラルの気持ちをアコードは分からないと悲観する心情が補足され、カガリのオーブ全国民への呼びかけに応じて自宅待機を選択する様子が描写される。

#### トリィ
声 - 進藤尚美（テレビ版）
幼年学校時代のアスランが製作したブンチョウサイズの鳥型ペットロボット。ライムグリーン色で、「トリィ」という単語の電子音で鳴く。飛行ロボットは構造が複雑で特にむずかしいとされていたが、電子工作を趣味・特技としていたアスランの技術力で短期間で完成した。
幼年学校卒業に伴い、アスランがコペルニクスからプラントへ帰る際にキラ・ヤマトへ贈呈した。
『SEED』第28話では、アスランが付近にいることに気付いたのか、突然モルゲンレーテ社の工廠から飛び出し、当時敵対していたアスランとキラの再会に関与する。最終話では宇宙空間に漂流していたキラのもとへ飛んで帰り、カガリとアスランもキラを発見する。
『DESTINY』第45話では、ラクスを狙撃しようとしていたサラの頭上を飛び越した際に鳴き、その鳴き声に反応したアスランがとっさに視線を送り、間髪を容れず身の危険を察したことで銃撃を避けられる。
『FREEDOM』では、ラクスの為に同型機のブルーがキラによって製造されている。アルテミスに囚われたラクスを救出する際は、内蔵された量子紋識別デバイスによる量子紋もつれ共鳴によってブルーの位置情報を割り出し、ラクスの監禁場所を特定する手法がとられた。
上述の幼年時代をパロディした『たねきゃら劇場』第3話では、デュランダルの命令でタイムスリップし二人の仲を裂こうと企てるシンたちの前にMS相当の大きさで登場。牙をむき出し「ドリ゛ィィィ！」と吠え大地を揺るがしキラを守るが、デスティニーの “光の翼” をまとったシンの頭突きで爆発、両者相討ちとなった。

### 大西洋連邦

#### ゲイル、ルーク
第1 - 2話に登場するTS-MA2 メビウスのパイロットたち。ゲイルは1話、ルークは2話でジンに撃墜される。

#### ブライアン、ハマナ
第1話に登場する地球連合軍のメカニック要員達。マリュー・ラミアスらとともにG奪取作戦におけるクルーゼ隊の斥候に応戦するが、最初にブライアンが射殺され、ハマナは銃撃戦の末にラスティ・マッケンジーを射殺するも、直後にアスランの反撃を受け戦死する。

#### コープマン
地球連合軍第8艦隊の先遣隊旗艦ネルソン級宇宙戦艦モントゴメリの艦長。階級は大佐。ドレイク級宇宙護衛艦バーナード、ローの2隻を率いてアークエンジェルと合流するもクルーゼ隊の攻撃を受け、アークエンジェルには戦域からの離脱を命令。先遣隊も奮戦するが、バーナード、ローはジンとイージスの攻撃を受けて、撃沈。最終的には機関区と主砲が被弾し、事実上の戦闘能力を奪われ、ヴェサリウスからのビーム砲撃を受け艦ごと爆散し戦死する。
小説版でもほぼ同様の結末を迎えるが、戦闘が絶望的になる中で、直接アークエンジェルに離脱命令を呼びかけるなどの描写が追加されている。

#### ジョージ・アルスター
声 - 関俊彦
大西洋連邦の外務次官でフレイの父親。フレイが乗艦しているアークエンジェルに合流しようとしていた地球連合軍第8艦隊の先遣艦隊旗艦ネルソン級宇宙戦艦モンドゴメリに同乗していたが、合流直前にザフトの襲撃を受けて先遣艦隊は全滅し、自身も脱出艇搭乗直前に艦を撃沈されて死亡。穏健派だが反コーディネイター運動を行うブルーコスモスの一員であり、外務次官という立場を利用して地球連合各加盟国にコーディネイターの排斥を呼びかけていた。なお、ラウ・ル・クルーゼの声はジョージの声によく似ている（声優も同じ）という理由で、アラスカの司令部でクルーゼと初対面したフレイは思わず父親と誤認する場面が描かれている。

#### デュエイン・ハルバートン
Duane Halberton
声 - 龍田直樹
地球連合軍第8艦隊司令官。階級は准将。G兵器開発計画の責任者で、戦艦やMAによる物量作戦だけでザフトに勝利することは不可能と考え、C.E.69年夏の大佐時代に、まだザフトのコーディネイターたちしか所有しておらず操縦もできないMSに対抗すべく、その名にGenesis及びGenocideの頭文字を採ったG兵器の開発計画を提唱した。提唱当初は軍部から却下されたが、一部議員の協力を得てプロジェクトは進行した。2年後、この先見はGAT-Xシリーズ及びダガーシリーズとなって結実し、地球軍がザフトの攻勢を押し返す原動力となる。マリューにとっては直属の上司であり、かつての教官。
連合軍人としては柔軟な思考と果断な行動力を兼ね備え、戦争開始以前から機動兵器（MSなど）の必要性を唱えるなど先見性がある。自分の利権を優先してザフトを倒すための対策、新兵器開発に真面目に取り組まないアラスカの軍上層部の「馬鹿な連中」を痛烈に批判している。コーディネイターであるキラに対しても多少の理解を示し、ナタルがキラの両親を人質にして連合軍に強制入隊させることを意見した際には激しくデスクを叩いて激怒する。また、現場の人間の犠牲を数字でしか知らない地球連合軍上層部の腐敗に憂いを感じているなど、人間としては良識と暖かみのある人物だが、軍人気質の強いナタルに対しては（前述の強制入隊の件も含めて）ほかの部下よりもひときわ冷淡かつ厳しい態度を見せたり、副官のホフマンとも不仲であることを窺わせるなど、人物の好き嫌いがはっきりとした一面も併せ持つ。もっとも、ハルバートンのほうも連合上層部から疎んじられていたようであり、アークエンジェルがアラスカに辿り着いたときには地球連合軍上層部の将官が忌々しそうにハルバートンの名を口にしている。
アークエンジェルの地球降下の際には、ハルバートンの指揮する地球連合軍第8艦隊はアークエンジェルを支援し、追撃してきたクルーゼ隊の攻撃から降下するアークエンジェルを守り抜くため低軌道会戦となる。クルーゼから「智将」と呼ばれ、良い将と高い評価を下している。しかし、皮肉にも自身が開発を主導して奪取されたザフトのGATシリーズを中心とする活躍によって第8艦隊は壊滅し、自身の旗艦メネラオスも特攻を仕掛けてきたガモフと至近距離での激しい砲撃戦を行い、ガモフを撃沈するも著しい損傷を被る。艦自体が離脱不可能な高度まで降下していたこともあいまってメネラオスは重力圏からの離脱が不可能となり、民間人の乗せたシャトルを脱出させた上で大気圏の摩擦熱で燃え尽きる乗艦と運命をともにする。その死を惜しんだアークエンジェルのマリューをはじめクルーからは敬礼される。
なお、彼の階級は准将とされているが、劇中で身に着けていた階級章は少将となっている。

#### ホフマン
声 - 江川央生
地球連合軍大佐で、ハルバートンの副官。キラがストライクに搭乗したことに関する件など、ハルバートンとは見解が異なる一面もあり、小説版では彼の考え方は腐敗していたアラスカの地球連合軍最高司令部寄りだとされている。低軌道会戦で奪取されたザフトのGATシリーズと交戦状態に入った際にはハルバートンに完成度の高さを認めつつも、「敵になれば厄介なだけだ」となかば嫌味を口にする。戦闘中では、部下へG兵器に対して（フェイズシフト装甲には）ビームを使えと指令を出す。最終的にはハルバートンと同じく、撃沈されたメネラオスと運命をともにする。

#### ウィリアム・サザーランド
william sutherland
声 - 稲葉実
地球連合軍最高司令部・統合作戦室に所属する大佐。アラスカ到着時のアークエンジェルの審議・指揮を担当する。反コーディネイター組織ブルーコスモスのシンパで、タカ派軍閥の筆頭。ストライクを操縦しているのがコーディネイターであるキラであった事実が気に入らない様子で、アークエンジェルがアラスカ基地にたどり着かない方が好都合と考えていた節があり、アークエンジェルの地球降下後も援軍や補給をいっさい送らず、孤立無援の状態に置く。そしてアラスカ基地で行われた査問会では、アークエンジェルを孤立させた自分たち本部の責任を棚に上げて、「アークエンジェルはアルテミスや第8艦隊などの多大な犠牲に支えられて本部に帰還したが、肝心のストライクを失っている。これでは犠牲になった味方が浮かばれない」と糾弾。あげくの果てには「アークエンジェルはユーラシアの軍事拠点アルテミスを壊滅させ、先遣隊と全滅させ、果ては第八艦隊まで失わせている」と発言するなど、アークエンジェルの乗組員たちに対して、一貫して非好意的な態度をとる。また、査問会での彼の発言はブルーコスモスの思想が見え隠れするものであった。
連合軍上層部の多くはブルーコスモスのシンパであったが、サザーランドは盟主のアズラエルと特に親密であったようで、彼の意向をほかの将官たちに伝える役割を担っていた。ザフトによるアラスカ基地攻略戦の際、ザフト側の裏情報を聞かされていたサザーランドは軍上層部と基地内の大部分の兵士を退避させたうえで、かねてよりアラスカ基地内部に仕掛けていたサイクロプスを起動させ、囮として残した駐留部隊もろともザフト侵攻部隊を壊滅させる。その後は、第三次ビクトリア攻防戦に参加したらしく、投入された地球連合軍のMSストライクダガーの性能と完成度の高さに言及している。
ビクトリア基地奪還後のエルビス作戦にも、アガメムノン級宇宙母艦ドゥーリットル艦長として参加。ボアズ攻略戦では、ブルーコスモスの意を受けた核攻撃部隊ピースメーカー隊を指揮してボアズを壊滅させる。続く第二次ヤキン・ドゥーエ攻防戦でも核部隊を指揮するが、プラント本国へ向けて放った核ミサイルをフリーダム、ジャスティスに全機撃墜され失敗。フリーダムとジャスティスに艦砲射撃を集中させるように指示を出すが、座乗艦ドゥーリットルの艦橋にデュエルが放ったグレネードが命中し、爆死する。
石口十の漫画版『SEED Re:』では血のバレンタインで核ミサイルを撃ったメビウス小隊（通称ガーディアンズ）が艦載されていたアガメムノン級宇宙母艦ルーズベルトの艦長として登場し、ユニウスセブンへの核攻撃を命令・実行した人物として描かれている。

#### ムルタ・アズラエル
Multa Azrel
声 - 檜山修之、佐藤ゆうこ（少年時代）
人種：ナチュラル・男性 / 生年月日：C.E.41年5月8日 / 年齢：30歳 / 星座：牡牛座 / 血液型：A型 / 瞳の色：青
反コーディネイターを掲げる政治団体「ブルーコスモス」の盟主。古くから反コーディネイター運動に最大の出資をしてきたアズラエル財閥の御曹司でもある。また、国防産業連合理事の任にあり、デトロイトに本拠を置く大手軍需産業の経営者でもある。大西洋連邦政府および同国軍に対して強い発言力をもち、現場指揮官に直接命令を下すことすらある。家系の影響に加え、幼少期に同年代のコーディネイターにどうしても敵わず、軽くあしらわれて以来、彼らを逆恨みするようになった。
外伝OVA『STARGAZER』ではスウェンの回想に登場しており、当時訓練生であったスウェンの評価をめぐって彼の教官と対立があったようで、教官に胸倉を掴まれて口論している場面がある。
フリーダム、ジャスティスに核エンジンが搭載されていることを見抜くなど、知識や洞察力は優れているが、周りの意見に従わないなど度量は狭く性格も自己中心的。普段は冷静な皮肉屋を気取っているものの、追い詰められると感情が剥き出しになるという精神的な脆さを持つ。
「ASTRAYシリーズ」に登場するサハク姉弟と密接な関係があり、連合への秘密裏な協力の見返りとして、オーブへの不介入の約束、ソキウス（ロボトミー処置済み）や後期GAT-Xシリーズの派生機を提供している。しかし、ロンド・ギナ・サハクが第三次ビクトリア攻防戦に参戦すると同時にオーブは連合に侵攻される。
パナマ攻略戦において地球連合軍はマスドライバーを失い、宇宙への橋頭堡確保のため、マスドライバー施設をもつオーブへの侵攻を提案し、みずから作戦を指揮する。マスドライバーの奪取はオーブ側のマスドライバーを含む軍関連施設およびモルゲンレーテ社の自爆により失敗に終わるが、制圧自体は達成し、後期GAT-Xシリーズのカラミティ、フォビドゥン、レイダーの実戦投入というもうひとつの目的も果たす。
その後のアークエンジェル討伐戦では、フリーダムとジャスティスに核エンジンが搭載されていることを見抜き、捕獲を命令する。
宇宙に上がってからは、ナタルが艦長を務めるアークエンジェル級2番艦ドミニオンに乗り込み、民間人でありながら実質的な指揮を執る。
ザフト軍からの「戦争を終わらせる鍵を持っている」という言葉に関心を持ち、ニュートロンジャマーキャンセラー (NJC)のデータを手に入れ狂喜する。
連合軍上層部を説き伏せ、NJCで使用可能となった核ミサイル搭載MA部隊「ピースメーカー」を編成。ザフトの宇宙要塞ボアズを核攻撃で沈めたあと、プラントに対しても核攻撃を行おうとする。しかし、最終決戦である第二次ヤキン・ドゥーエ攻防戦において投入された核ミサイルは、キラたちによって全弾撃墜される。また、かねてよりアズラエルの行動に疑問を抱いていたナタルが造反し、それによりドミニオンの全クルーに対し、対峙していたアークエンジェルへの投降を命じる。
これに激昂したアズラエルはみずからドミニオンのローエングリンを起動し、アークエンジェルに向けて発射するが、身を挺したムウのストライクによって阻止される。これによりマリューの怒りと悲しみは高まり、直後にアークエンジェルから放たれたローエングリンの直撃により、ナタルもろとも消滅する。その際、ナタルによって艦橋に閉じ込められるが、ナタルの全身を拳銃で撃ち、自身の解放を強要する行為におよぶ。
彼の死後ブルーコスモスは一時的に弱体化するが、後任の盟主に就任したロード・ジブリールの手腕により再び勢力を取り戻している。
名前の「アズラエル」は、イスラム教における死を司る天使アズラーイールが由来。
演じた檜山は、アズラエルの印象を「正論を吐いてはいるけど、決して共感はできない、ある意味複雑なキャラ。」とインタビューで語っている。また、演技にあたっては「打つ手がピタリとうまくいく成功の人生を送って来たのだと思います、それが最後は裏目に出る。その結果エキセントリックになっていく。そのキレ具合を注意しました」と語っている
小説版でも役割には大差はなく、現地の軍関係者に要求を突き付けることからナタルやダーレスからは疎ましく思われている。NJCの運用をめぐる会議では、責任の回避志向からプラントへの強硬的な判断をためらう連合上層部に対して苛立ちを顕わにしており、結果としてアズラエルの強行採決が慣習化していた場面が描かれている。
『愛と戦いのロボット 完全保存版』で発表されたアンケート「みんなで選ぶロボットアニメーションベスト100」では、「一番極悪な悪役・敵役は？」で第4位、「一番美しい悪役・敵役は？」で第60位にランクインした。

### ブーステッドマン
特殊な手術や投薬によってコーディネイター並みの身体能力を得た強化兵士。

#### オルガ・サブナック
声 - 涼平（現：小田井涼平）
カラミティのパイロット。

#### クロト・ブエル
声 - 結城比呂（現：優希比呂）
レイダーのパイロット。

#### シャニ・アンドラス
声 - 宮本駿一（現：Shunn）
フォビドゥンのパイロット。

#### ダーレス
声 - 菅原淳一
第38話から登場する、オーブ解放作戦における地球連合軍の旗艦タラワ級MS搭載型強襲揚陸艦パウエルの艦長。階級は少将。艦に同乗するアズラエルの要求に従うよう上層部から内示を受けた状態で作戦全体の指揮を執っているが、作戦中にも口を挟んでくるアズラエルに内心では不満を抱いている。

### ユーラシア連邦

#### ジェラード・ガルシア
声 - 宝亀克寿
アニメ第6話（本編では以後は回想場面のみで登場）、ときた洸一『SEED ASTRAY』『X ASTRAY』、フォトストーリー『SEED MSV戦記』（参戦の事実のみ）などに登場。ユーラシア連邦が所有する宇宙要塞アルテミスの司令官で、過去のグリマルディ戦線ではムウと同じビラード准将の部隊で戦った経緯もあり、ジンを5機落としたムウの活躍には励まされたとして「エンデュミオンの鷹殿」と敬意を払う姿勢を見せている。スキンヘッドで、階級は少将。
ヘリオポリスから脱出したアークエンジェルが補給のために入港した際に、大西洋連邦の秘密兵器であるアークエンジェルの識別コードが地球連合軍に登録されていないことを口実にしてストライクやキラも含めて国籍不明艦として拿捕を試みる。非常に横暴かつ近視眼的な性格の持ち主であり、気に入らないという理由でキラに殴りかかり、さらにはコーディネイターでありながら地球連合軍に協力するキラのことを「裏切り者のコーディネイター」と評する。キラを利用してストライクの情報を入手しようとした隙を突かれてクルーゼ隊の奇襲を許し、要塞は陥落。アークエンジェルの逃走も許す失態を演じる。最後には司令部に墜落突入したメビウスによって引き起こされた爆発に至近距離で巻き込まれるが、比較的軽傷で済み生き延びる。
基地機能復旧までの護衛として傭兵部隊サーペントテールを雇い、要塞を防御していた。そこへ訪れたロウ・ギュールのレッドフレームの捕獲を叢雲劾に要求する。契約外として命令に従わなかった劾をイライジャ・キールを人質にして無理やり戦闘を行わせるが、イライジャに逃走を許し、レッドフレームの捕獲にも失敗する。その後、要塞の防衛戦力であるサーペントテールを失ったアルテミスは宇宙海賊により再び陥落し、地球連合軍に雇い直されたサーペントテールによって救出される。
その後、ユーラシア連邦は独自のMS開発の実験部隊である特務部隊Xを創設し、ガルシアはその指揮官となる。スーパーコーディネイターの成功例であるキラの捜索をカナード・パルスに行わせるが、ドレットノートの存在を知ると当初の作戦を無視して機体確保を命じ、リ・ホームを占拠する騒ぎを起こす。プレアが機体ごと投降してきたことで意気揚々と報告をするが、勝ち馬に乗ろうとするユーラシア司令部から大西洋連邦との同盟強化とそれに伴うダガーシリーズの配備決定によって自軍のMS開発計画は凍結されたことが通達され、部隊も解散が決定する。当初の目的も忘れていたガルシアは「君はすべてにおいて遅すぎた」と突き放される。ガルシアはカナードを「成果を上げられなかったこと」を理由に（もっとも、司令部からの解散通達に対する腹立ち紛れという理由もあったが）拘束しようとするが、それに反発した特務部隊Xはユーラシア連邦より脱走し、NJCを入手するために大西洋連邦の基地を襲撃。この襲撃の件での責任を追及されたため、保身のために特務部隊X脱走の罪を劾に擦りつけようとしてハイペリオン3号機と戦闘を行わせるが、劾は以前カナードが乗った1号機と交戦したことがあり、対抗策を既に用意していたため失敗する。その後の動向は不明。
戦略的価値の低いアルテミス司令官の地位に不満を感じていたらしく、出世の糸口を掴もうとして迷走していた。特務部隊Xのメリオル・ピスティスの発言からもともと人望はあまりなく、アルテミスの宙域を通る民間船から通行料を巻き上げるという軍人にあるまじき恐喝行為を行っていたらしい。

#### ビダルフ
声 - 大川透
ガルシアの部下。階級は中佐。アルテミスの爆発とともに死亡したと思われる。

### ビラード
地球連合軍の士官。階級は准将で、グリマルディ戦線ではムウやガルシアの上官を務めた。

### C・ライズマン
C-Risemann
声 - 三戸耕三
「PHASE-37 神のいかずち」における報道番組「CBN」106ch映像の中で、O.M.N.I.Enforcerのロゴマークが施されたカーテンを背に演台でスピーチをしていた薄毛の中年男性（エンディングクレジットでは補佐官と表記）。HDリマスター版では「C-Risemann CBN」および「CBN」と表示されていた下部のテロップが削除されており、「106ch」と表示されていた部分も「LIVE」と描き変えられている。
映像の中にはもうひとり眼鏡をかけたスーツ姿の若い男性もスピーチしていたが、後藤リウの小説版では無名かつ両者の区別もない、単なる報道官とだけ記されている。

### S・タケダ
S.Takeda
「PHASE-38 決意の砲火」においてマルキオとアスランが視聴していたテレビのライブ映像の中で、海上の現場の状況を伝えていた大西洋連邦所属の従軍記者と思しき男性。

## ザフト

### クルーゼ隊

#### アスラン・ザラ
声 - 石田彰
ザフト軍クルーゼ隊に所属するイージスのパイロットで、キラ・ヤマトの親友。

#### イザーク・ジュール
声 - 関智一
ザフト軍クルーゼ隊に所属するデュエルのパイロット。

#### ディアッカ・エルスマン
声 - 笹沼晃
ザフト軍クルーゼ隊に所属するバスターのパイロット。

#### ニコル・アマルフィ
声 - 摩味（テレビ版）、朴璐美（スペシャルエディション）
ザフト軍クルーゼ隊に所属するブリッツのパイロット。

#### ラウ・ル・クルーゼ
声 - 関俊彦
ザフト軍クルーゼ隊隊長。目元を覆う銀色の仮面を着用している。

#### フレデリック・アデス
Fredric Ades
声 - 川津泰彦
ザフトのクルーゼ隊に所属する黒服（副官級）で、同隊の母艦・ナスカ級DDMH（高速戦闘艦） ヴェサリウスの艦長を務める。
過去、ローラシア級FFM（モビルスーツフリゲート） マルピーギで副長を務めたあと、同じ戦線で戦果を挙げたクルーゼを中心に、アスラン・ザラなどのプラント実力者子弟で組織されたエリート部隊への異動を拝命したことが出会い。
G兵器奪取作戦を経てたびたびアークエンジェル隊と交戦し、クルーゼの片腕として艦をまとめあげる。その後、コロニー・メンデル宙域での三隻同盟およびドミニオン隊との戦闘において集中砲火を浴び、艦橋から敬礼を送りながらヴェサリウスと運命をともにする。

#### ミゲル・アイマン
Miguel Ayman
声 - 西川貴教
人種：コーディネイター・男性 / 年齢：19歳 / 生年月日：C.E.52年 / 搭乗機：ジン専用機、ジン、ジンアサルト / 異名：黄昏の魔弾 / 没年月日：C.E.71年1月25日
『SEED』第1 - 3、26（ナレーション出演）話、第3期エンディング（第40 - 最終話）、HDリマスター第1期オープニング&第2期エンディング、『SEED DESTINY』第3期エンディング、ときた洸一『SEED ASTRAY』第3巻、石口十『SEED Re:』第1巻、フォトストーリー『ASTRAY B』、『SEED MSV』アニメMV版、『SUIT CD vol.4 - 5』CDドラマ&漫画版などに登場。
アスランたちの2期先輩にあたるクルーゼ隊緑服兵士のひとり。後輩が自分に敬語を使うことを禁止しているほど同胞には寛容で、面倒見もよく気さくな性格だが、ナチュラルに対しては見下す言動が目立つ。家族構成は母と年の離れた弟の3人暮らしであった。
オレンジ色の専用ジンを愛機とし、夕日に照らされたような機体色と、高い機動力を生かした一撃必殺を身上とする戦闘スタイルから「黄昏の魔弾」の通り名が付き、隊内で最も信頼されるエースのひとりだった。また、さまざまな職種の人たちとDEFROCKという個人的なチームを作っていた。
ヘリオポリスにおけるG奪取作戦の数日前、ザフトの補給基地（宇宙ドック）を襲撃しようとする傭兵の叢雲劾と交戦し、乗機が相討ちで中破したため、G奪取作戦では通常型のジンでの出撃となった。
陽動隊としてコロニー内部に突入したのち、アスランからラスティの戦死とストライク強奪の失敗を告げられると代わりにストライクの捕獲を試みるが、OSが書き換えられキラが操縦を代わったストライクの動きについてゆけず敗北。一矢報いるべく自爆装置を作動させたあと、この間の戦闘データをもって脱出する（ここで戦死する漫画書籍もある）。
ヴェサリウスに帰艦し報告を終えたあと、M69バルルス改 特火重粒子砲を装備したジンに乗りオロール、マシューらと再出撃。その際、強引についてきたアスランのイージスと連携してソードストライク相手に雪辱戦を挑むが、旋回してきたビームブーメランで背後から脚部を切断され、体勢を崩し動揺した隙をつかれて対艦刀シュベルトゲベールで袈裟斬りにされ、真っ二つとなった機体の爆発に巻き込まれ戦死する。石口十の漫画版ではクルーゼの指示でアークエンジェルを標的とする意図でジンアサルトに換装された3号機に搭乗し出撃するがPS装甲だと分かっていながらソードストライクに挑み母艦から引き離そうとする。ビームブーメランの裂傷でアサルトシュラウド部が全壊した直後、「いくらフェイズシフトでも!」と叫び特攻を仕掛けたところを対艦刀で串刺しにされ戦死する。
上述のアニメMV上では主役級のあつかいでタイトルバックを飾っているほか、テーマソングにはT.M.Rの『Zips』がタイアップされた。『X42S-REVOLUTION』の初回生産限定盤Bジャケットではハイネと共演している。

#### ラスティ・マッケンジー
Rusty Mackenzie
声 - 笹沼尭羅（テレビ版）、私市淳（スペシャルエディション）
人種：コーディネイター・男性 / 生年月日：C.E.54年 / 没年月日：C.E.71年1月25日
『SEED』第1、20話（写真）、虚空の戦場、HDリマスター版第1、14、19、最終話（写真または回想）、石口十『SEED Re:』第1巻、続編の『DESTINY』（写真）などに登場。クルーゼ隊に所属する赤服のMSパイロットで、オレンジの髪が特徴。プラント最高評議会議員のジェレミー・マクスウェルを父にもつが、親同士は離婚しており、母親に引き取られたためマッケンジー姓を名乗っている。
G奪取作戦での歩兵チームの斥候としてアスランと班を率いて工場区へ潜入し、G兵器の奪取を試みるが、ハマナに射殺される（漫画版ではマリュー・ラミアスに撃たれる）。

#### オロール・クーデンベルグ
『SEED』第2 - 3話、『SUIT CD vol.4』（CDドラマ&漫画版）などに登場したクルーゼ隊に所属する緑服兵士で、ジンのパイロットのひとり。
ムウ・ラ・フラガ駆るメビウスゼロとの交戦で機体を損傷したことにアデスは驚いていた。戦闘中の顔は写されなかったが、第3話の作戦会議の際に一番左にいた茶髪オールバックの人物がオロールである。再出撃の際はD装備型のジンに乗り換えてアークエンジェルをマシューとともに攻撃するが、ミゲルの戦死後にフラガが手動操作するゴットフリートに狙撃されて戦死する（小説版ではミゲルの戦死シーンで共倒れになる）。

#### マシュー
クルーゼ隊に所属する緑服兵士で、ジンのパイロットのひとり。第3話でオロールの隣にいた褐色肌の人物がマシューであり、D装備型のジンでアークエンジェルを攻撃するも、ゴットフリートの火線で機体を分断され戦死し、残った上半身から暴発していったミサイルがヘリオポリスのメインシャフトに直撃しコロニー全体の崩壊を誘発する。

#### ゼルマン
声 - 菅原淳一
ザフトの黒服（副官級）のひとりで、ローラシア級FFM ガモフの艦長を務める。クルーゼ隊の一員としてヘリオポリスを襲撃し、G兵器強奪作戦に参加する。ヘリオポリスを脱出したアークエンジェルをたびたび追い詰めるが、仕留められずに取り逃がしたことを気にしている。地球連合軍第8艦隊との戦闘において、大気圏に突入するアークエンジェルに対してガモフを特攻させるが、地球連合軍旗艦メネラオスと刺し違えて戦死する。

#### ラコーニ、ポルト
ヘリオポリス崩壊後、一度プラント本国に帰投し評議会への報告を済ませた同隊に補充されるローラシア級小隊の隊長たち。実際に登場したのは地球軍のコープマン大佐貴下・先遣艦隊とクルーゼ率いるヴェサリウス単艦との戦闘（第9話）よりもあとで、第10話でラクス・クラインを保護したヴェサリウスがガモフと入れ違いで後退した宙域で合流し、ラコーニ乗艦のローラシア級はラクスをプラントに送り届けるため前線を離脱する。第12 - 13話での低軌道会戦ではローラシア級のツィーグラーが合流するが、どちらの隊長の艦だったのかは不詳のまま終わっている。

#### ザラ隊（クルーゼ隊）ボズゴロフ級艦長
声 - 渋谷茂
第23話で新たに結成されたザラ隊（アスラン、イザーク、ニコル、ディアッカら）と、オペレーション・スピットブレイクからオーブ解放作戦までにクルーゼ隊（クルーゼ、イザーク、フレイら）が母艦としたボズゴロフ級1番艦 ボズゴロフの艦長を務めた人物（名称は未設定）。
モンローと容姿が瓜二つだったため多くの資料で混同されているが、声優は渋谷茂でクレジットされているため別人であるのが正しい。しかし、ザラ隊が奮戦した第25 - 31話では一度もクレジットされないまま過ぎ、第34、37、40話などでようやく「艦長」または「ザフト艦長」と表記された。
後藤リウの小説版では登場せず、モンローがザラ隊→クルーゼ隊属となっている。

#### シホ・ハーネンフース
Shiho Hahnenfuß
声 - 大本眞基子（ゲーム版）
人種：コーディネイター・女性 / 年齢：不明（推定16歳） / 所属：ザフト・地上部隊→クルーゼ隊→ジュール隊 / 搭乗機：シグーディープアームズ、ザクウォーリア専用機 / 異名：ホウセンカ
クルーゼ隊に補充されたエリート兵のひとりで、同隊初の女性ザフトレッド（赤服）。愛機は当時の最新鋭機であったゲイツではなく、シグーの派生機・YFX-200 シグーディープアームズであり、もともとは指向性高エネルギー発振システムの開発に従事する研究技術者であったが、ディープアームズのテストパイロットに任命されたことで自身も操縦桿を握るようになったのがその背景。
『SEED』本篇では「PHASE-43 立ちはだかるもの」（HDリマスター版では「39.PHASE-41 ゆれる世界」）から登場。当初は単なるモブキャラクターのひとりにすぎない存在だったが、プラモデル『HG 1/144 シグー・ディープアームズ』、ゲームソフト『機動戦士ガンダムSEED 終わらない明日へ』、『機動戦士ガンダムSEED MSV戦記』、漫画『機動戦士ガンダムSEED DESTINY ASTRAY』などの他メディアで次第に設定が膨らんでいったため、下記の解説にはアニメ以外のエピソードが多く混在している人物像になっている。
モデルは第3 - 4期オープニング主題歌を唄った玉置成実で、設定面はアニメーション『機動戦士ガンダムSEED』のシリーズ構成である両澤千晶のアイデアとなる。性格は「普段は勝ち気だけど根は女の子」という設定だが、『MSV戦記』や『DESTINY ASTRAY』などを見る限り「生真面目で実直」といった方が相応しいキャラクターとして描かれている。名前の「ß」はドイツ字のSであり、ギリシャ字のβではない。
エースの証として乗機の左肩に「ホウセンカ」のマーキングを施すのが特徴。これはファンの間で拡大解釈されそのまま準公式（周知の事実）となっていった「イザークに好意を抱いている」という描写をベースに、そのイザークが彼女の戦闘技術と機体の特徴を鳳仙花の種に例えたことで用いるようになったという説と、彼女をイメージしたメカニックたちの独断によるペイントという説の二つがある。ゆえに「ホウセンカのシホ」のような異名で呼ばれるとされるのも、正しい意味では不詳。
地球上で試作ビーム兵器の運用テストを行っていたころ、ロウ・ギュールがバザーで落札したバクゥ戦術偵察タイプの頭部に極秘データが残っていたことが分かり、それを回収・抹消するために数機のシグーとともに出撃。レッドフレームと市街地での空中戦に突入するが、殺生をしないポリシーのロウらしい応戦でグゥルのみを破壊、飛行手段を失いロウを取り逃がす。この後のパーツの動向は不明だったが、のちにさらに別の人間に拾われたことから任務の達成はできなかったものと思われる。
クルーゼ隊に転属してからほどなくして勃発した三隻同盟とドミニオン隊を交えたコロニー・メンデル宙域での戦闘後は、隊長のクルーゼ自身が本国の特務隊へ異動となったことで、第二次ヤキン・ドゥーエ攻防戦ではジュール隊の一員として出撃。その中で連合軍のレナ・イメリア駆るバスターダガーと交戦するが、停戦まで戦い抜き生還する。
戦後はザフトから離れ技術者に復帰していたが、南アメリカ独立戦争の終盤では南米軍を支援するMS部隊の一員として活動する。
デュランダルが議長に就任した『DESTINY』では完全にザフトへ復隊しており、ユニウスセブンの破砕作業に向ったジュール隊パイロットとして専用ザクウォーリアで出撃。その際、レッドフレームMJが、ガーベラ・ストレートで破砕作業を続けながら大気圏突入していくのを目撃している。なお、アニメ本編では第1期エンディングを経て「PHASE-09 驕れる牙」から登場。以降も少ないながらイザーク、ディアッカらに付き従う姿が描かれ、プラントとオーブが終戦の協議に入ったころには、プラント本国へ戻るラクスに随行するようにエターナルに乗艦していた。『スペシャルエディション完結編 自由の代償』で追加されたエピローグの新規カットでは、抱き合うキラとラクスを微笑みながら眺める。

#### アイザック・マウ
Issac Mau
人種：コーディネイター・男性 / 年齢：不明 / 所属：ザフト・クルーゼ隊→ジュール隊、火星オーストレールコロニー使節団 / 搭乗機：ゲイツ、ケルベロスバクゥハウンド専用機、ザクウォーリア専用機、デルタアストレイ
クルーゼ隊の補充クルーのひとりで、第43話から登場する緑服パイロット。劇中では単なるモブキャラクターのためそれ以降の出番はなく、ジュール隊に転属しヤキン・ドゥーエ戦役を生き延びた事実だけだったが、後年のアニメの続篇『SEED DESTINY』における外伝漫画の1つ『Δ ASTRAY』で設定補強され本格的に描かれた。
ギルバート・デュランダルに深い信頼を寄せており、地球圏に訪れたアグニス・ブラーエ率いるマーシャンら火星使節団のオブザーバーとなっての同行を命じられるが、当初は気乗りしておらず地球連合やオーブにも強い不信感を抱いていたため意見対立することが多かった。
しかし、パーソナルカラーのライム色に染めたケルベロスバクゥハウンドやラガシュ基地仕様を改修した専用ザクウォーリアなどで共闘しつつ地球圏の争乱をアグニスたちの目線で見ていく中で心情にも変化が表れてくる。デスティニープランが宣言された当初は信奉心もあいまって肯定するが、それに近い環境で生きてきたマーシャンたち自身が否定し、遺伝子管理社会とは異なる 「新たな扉」を開こうとする生き方を知ったアイザックは、迷いもあったが最終的にはデュランダルの創ろうとする世界とは違う未来を選び、アグニスたちの仲間に加わる。
巻末おまけ4コマ漫画などにおけるコメディを含めた話ではあるが、かつて同期の仲間だったシホ・ハーネンフースのことが好きらしく自分から送った手紙の返信メールを待っていた。（本編でも、GATE 00B 「ファミリー」での彼のパソコンのモニターには「Dear Miss Shiho...」となっておりメールでのやり取りは行われている模様）また、アイザック自身の好意的な気持ちとは裏腹に、次第にデュランダルからは「今は忙しい」と突き放され、元隊長として敬っていたイザークからも「そんな奴は知らん！」とまで言われ、ぞんざいに扱われるようになったことを涙ながらに嘆いている。

### バルトフェルド隊

#### アンドリュー・バルトフェルド
声 - 置鮎龍太郎
ザフト軍バルトフェルド隊隊長。「砂漠の虎」の異名を持つエースパイロット。

#### マーチン・ダコスタ
Martin Dacosta
声 - 笹沼晃
バルトフェルド隊の副官。『DESTINY』にも登場。大型陸上戦艦レセップスの副官を務めており、艦長のバルトフェルドがMSで出撃する際には、代わって指揮を執っている。アークエンジェルとの交戦によりレセップスは大破し、その後はクライン派のひとりとして登場。ラクスやバルトフェルドの補佐を務める。
『DESTINY』では、デブリ帯に隠されていたエターナルの管理をしており、宇宙に上がったラクスやバルトフェルドと合流。コロニー・メンデルの調査の任務を実行する。
小説版『FREEDOM』では引き続きバルトフェルドの副官を務めており、彼とともにプラント本国でのザフト反乱軍の鎮圧に加わる。
『SEED ASTRAY R』では、アークエンジェル隊との総力戦後、重傷のバルトフェルドとアイシャ（生死の差異については本人項を参照のこと）を収容した二つの救命カプセルとともに大破したレセップス艦内にとどまっていたが、そこでジャンク屋のロウと出会ったことで、連合軍とザフトの戦争が間違っていると確信し、ザフトを抜けることを決意する。

#### メイラム
声 - 千葉一伸
バルトフェルド隊に所属する緑服パイロットで、搭乗するTMF/A-802 バクゥは前期ミサイル型。キラが操縦するランチャーストライクを得意の砂漠で苦戦させるも、アグニを撃ち込まれ戦死する。なお、この戦闘でバルトフェルドや同僚の隊員から「メイラムの仇」と言われるなど、特別視されている場面が描かれている。

#### ハダト
同上のザフト兵で、搭乗するバクゥは前期レールガン型。メイラムの戦死後、エネルギー切れ寸前となったストライクを追うが、「明けの砂漠」によるトラップにかかり爆散する。

#### カークウッド
同上のザフト兵で、搭乗するバクゥは前期ミサイル型。タッシルの町への爆撃作戦後、追撃してきた明けの砂漠のロケットランチャーを脚部に受け一時的機能不全に陥るが、復調してすぐにバルトフェルドからの命をうけ操縦を交代する。

#### アイシャ
Aisha
声 - ビビアン・スー（テレビ版）、平野文（スペシャルエディション）
人種：コーディネイター・女性 / 年齢：不明 / 搭乗機：ラゴゥ / 没年月日：C.E.71年2月28日
『SEED』第2期オープニング（第14 - 26話）、19、21話、第3期エンディング（第40 - 最終話）、『SEED DESTINY』第3期エンディング（第26 - 37話）などに登場したアンドリュー・バルトフェルドの恋人で、「アンディ」の愛称で呼ぶ。細身のスタイルと長い黒髪が際立つアジア系コーディネイターの美女で、姫カットに近い前髪両端のひとふさを金色のメッシュで染め、色白の肌に映える鮮やかなルージュをさしているのが特徴。両肩と背中が露出したチューブトップと足首丈のレギンスを掛け合わせたようなフロントジッパー式ジャンプスーツを普段着とし、語尾を「○○ですの」で言い表す癖も見られる。
ザフトの正規兵ではないが、バルトフェルド隊が接収し官舎としているバナディーヤのホテルでともに暮らし、ダコスタのことは「マーチンくん」と呼んでいる。MS搭乗時は白・黒配色のオリジナルノーマルスーツを着用。特に射撃能力はバルトフェルドをして「一流」と言わしめるほど高く、複座式の愛機ラゴゥにおいては自身が操縦を担当し狙撃手をアイシャに任せたほどで、同隊でもトップクラスの腕前だった。
C.E.71年2月20日、バルトフェルドが連れてきたキラとカガリを好意的に迎え、カガリをエスコートし着がえのドレスをコーディネートする。その8日後のアークエンジェル隊との本格的な総力戦では、クルーゼ隊から一時的に合流したイザークとディアッカの物言いに対し「負けの経験でしょ？」と言い返す挑発的な一面を見せる。戦闘が佳境に入るとラゴゥの砲手として出撃、キラ少年が操縦していると知りながらストライクとの一騎討ちに臨む。交戦中にキラを気づかったバルトフェルドが「投降すると思うか？」と迷いを見せるも、毅然とした態度で否定し最期まで供に戦い、雌雄を決する道を選ぶ。アーマーシュナイダーによる決定的な一撃を受け敗れたあと、機体の爆発を悟った彼女はバルトフェルドの胸に抱かれることを求めて立ち上がり、愛する人と抱擁を交わしながら死亡する。
彼女を失ってからもバルトフェルドへの好意は変わることなく、クライン派に属して表舞台に復帰する直前まで療養していた部屋や、ユニウス条約締結に前後して移り住んだオーブ連合首長国のアスハ家別邸でも、傍らには常にアイシャが微笑んでいる写真を飾っていた。
後藤リウの小説版では、「愛人」と誤記されることが多い二人の関係について「ミステリアスな雰囲気のせいで“恋人”や“妻”に見られないから」と解説され、わざと記していたりもする。また、テレビ本編で声をあてたビビアン・スーの台詞（演技）を「愛らしい舌足らずなしゃべり方は意識してやっている」ことになっているほか、遺伝子操作（コーディネイターとして突出させた能力）のほとんどが「女性としての美貌」に注がれたのだろう、とバルトフェルドに推察させている。
モデルは第2期オープニングの主題歌「moment」を唄ったVivian or Kazumaのビビアン・スー本人で、人物設定も彼女をイメージしたものである。また、CDシングルのリミックス盤ジャケットは、通常盤（現実のユニット両人）の構図をもとにした平井久司書き下ろしのアイシャとバルトフェルドのイラストに置き換えられている。

### モラシム隊

#### マルコ・モラシム
声 - 竹村拓
『SEED』『SEED MSV戦記』などに登場。カーペンタリア基地所属で、インド洋周辺を制圧下に置くモラシム隊の隊長。海戦型MSグーンや空戦型MSディンを駆使した上下二面作戦を展開する。「紅海の鯱（シャチ）」の異名をもつ。
C.E.70年4月1日、モラシムはジンフェムウスに搭乗し、僚機のジン・ワスプらと共に、ジェーン・ヒューストンの所属する地球連合海軍第21ASW（対潜水艦戦）艦隊と交戦。艦隊を構成していた旧式駆逐艦をすべて撃沈する戦果を上げる（珊瑚海海戦）。
C.E.71年3月3日、クルーゼの挑発と知りつつもそれに乗り、ディンを駆り紅海のアデン湾にてアークエンジェルを襲撃するが部下のハンスらを失い撤退。それから4日後の3月7日には、ゾノに乗り換えてインド洋上でアークエンジェルを再襲撃するも、母艦のクストーを失い、自身もストライクに撃破されて戦死する。
スペシャルエディション3部作では隊そのもので省略あつかいになっており登場しない。また、名称の由来は設定制作の下村敬治で、「シモムラ」をアナグラムしたもの。

#### ハンス
第22話に登場する緑服パイロット。グーンに搭乗してストライクに挑むが、別働隊のディンの残骸から奪った対空散弾銃を接射され戦死する。

#### モンロー
声 - 水内清光
モラシムたちの母艦だったボズゴロフ級潜水空母クストーの艦長。第23話でムウのランチャースカイグラスパーからの砲撃を受け、轟沈する乗艦と運命をともにする。#ザラ隊（クルーゼ隊）ボズゴロフ級艦長と混同されている資料が多い人物でもある。
後藤リウの小説版ではクストーを母艦とするザラ隊→クルーゼ隊の艦長として登場する。

### ユン・ロー隊
第7話でラクス・クラインを捜索していた長距離強行偵察複座型ジンのパイロットが所属していた隊（および隊長の名前）。

### ボズマン隊
ストライクとイージスが共倒れた直後の第31話で、アークエンジェルを追撃するため現地に急行したAMF-101ディン2機のパイロットたちが所属していた隊（および隊長の名前）。

### フレッド
『SUIT CD vol.4』のドラマで語られたのが初出のザフト教官。褐色肌の筋骨隆々な大男で、黒一色のサングラスをかけカストロひげを蓄えているのが特徴。
アカデミースクールでは「鬼教官」「ナイフのフレッド」などの通り名で知られ、担当した卒業生にはミゲル・アイマンも含まれる。ナイフ戦の訓練（教科）に限り成績トップ者としか手合わせしないポリシーがあり、3人で行動していた際にニコルの口から「アスランは勝ったんですよ」と聞いたミゲルは「すごいなお前」と驚いていた。
なお、アニメの『SEED DESTINY』第20話においてシン・アスカの訓練時代（ナイフ戦）を描いているカットでは、筋骨隆々の大男なのは同じだが後姿のみとなっておりフレッド本人なのかは定かではない。

### モディン
声 - 水内清光
第37話のパナマ攻略戦に参加したザフト兵で、グングニールにイグナイター（点火装置）を挿し込むなどしてカウントダウンタイマー起動に成功するが、ストライクダガーのビームサーベルで乗機のジンごと貫かれ戦死する。

### レイ・ユウキ
声 - 三戸耕三
ザフト特務隊FAITHの隊長。アスランたちの訓練校時代の教官であり、アラスカ基地攻略戦の失敗とフリーダムの強奪をアスランに伝える。クルーゼについては懐疑的な見方をしていた。
パトリックが、ジェネシスの第3射を地球に向けて発射しようとした際、パトリックに発射停止を諫言したその直後撃たれる。絶命前に最後の力を振り絞ってパトリックを射殺する。

### メイア・シヴァ
『機動戦士ガンダムSEED Recollection』に登場。「パトリック・ザラの懐刀」として知られるザラ派の女性士官。元々はモビルスーツ開発のエンジニアであり、自身のゲイツも専用装備に改修している。夫や息子を血のバレンタインで失い、その経緯故にナチュラルへの敵愾心も強い。停戦へ向かう世界情勢に納得できず、部下と共に撃沈された「ドゥーリットル」より核ミサイルを奪取し、地球連合との停戦交渉に向かうカナーバを襲撃しようとするもキラやラクス達の計らいにより企みは無に帰す。最期は、憎しみの連鎖が止まらない事を癒しつつ断腸の思いのキラに討たれる。

### アラン・ローランド
『機動戦士ガンダムSEED Recollection』に登場。メイア・シヴァの部下。

## プラント

### ラクス・クライン
声 - 田中理恵
プラント最高評議会議長シーゲル・クラインの一人娘で、プラント国内では絶大な人気を誇る歌姫。

### アイリーン・カナーバ
声 - 進藤尚美（テレビ版）
プラント最高評議会議員。プラントのセプテンベル市出身で、クライン派に属する。外交委員を務め、シーゲルの側近的な存在。
フリーダムが強奪された際に、クライン父娘を反逆者と判断したパトリックにより拘束されるが、最終回で脱獄しクーデターを起こしてザラ派を一掃。臨時最高評議会議長としてユニウス条約を締結するが、それにより発生した問題の責任をとるかたちで辞職する。その後の動向は不明。
小説版『DESTINY』によると、第二次ヤキン・ドゥーエ戦後、アスランを厄介払いしたかった模様。
『FREEDOM』では、エザリアとともにザフト反乱軍に狙われるラメント議長の救出をイザークたちに指示し、エターナルで合流する。

### アリー・カシム
声 - 諏訪部順一（『DESTINY』）
プラント最高評議会議員。アラブ系の血を引く20代後半の青年であり、基礎微細工学・応用微細工学の専門家。評議会内では穏健派に属しており、ヤヌアリウス市長も務める。停戦後も引き続き評議会議員を務めている。

### エザリア・ジュール
声 - 三石琴乃
プラント最高評議会議員でイザークの母。マティウス市出身で、急進派であるザラ派に属する。ナチュラルを徹底的に見下しており、急進派の先鋒として最高評議会議長となったパトリックを補佐する。兵器開発にも携わるマティウス市の代表として、捕獲した地球連合軍MSの威力を伝えられるに及び、それに非常な脅威と憤りを表している。
第二次ヤキン・ドゥーエ攻防戦の際、ヤキン・ドゥーエに移ったパトリックに代わりザフトの指揮を執っていたが、カナーバらが起こしたクーデターにより失脚する。
『DESTINY』では本編への登場こそないものの、HDリマスター版BD-BOX1の特典ドラマCD「OMAKE quarters Vol.1」で登場している。
『FREEDOM』では、アイリーンとともにザフト反乱軍に狙われるプラント最高評議会議長のラメントの救出をイザークたちに指示し、エターナルで事態の収拾を検討する。

### オーソン・ホワイト
声 - 田中一成（『DESTINY』）
プラント最高評議会議員。セクスティリス市出身で、中道右派に属するプラント最高評議会議員。優秀な基礎物理学・素粒子物理学者であり、ニュートロンジャマーを開発し、地球上でのあらゆる核関連の施設・機器を使用不能に陥らせた。
しかし同時にニュートロンジャマーは、国家間の相互確証破壊の均衡を崩壊させ、加えて極度のエネルギー不足によって、電気エネルギーにもとづくインフラを壊滅させたことにより、地球在住の民間人に甚大な数の犠牲者を出し、かえって地球民間側の反コーディネイター感情を激化させる事態になった（地球上の無差別な人的被害については一応、劇中評議会でも事前に懸念され、敵国とはいえ民間人に犠牲者を出すことに批判の声も出ていた）。また、Nジャマーによる核兵器の消滅は「（野生の獣のような）必殺の爪や嘴を持たぬが故」の「長く凄惨な」戦いをもたらした。
その後、核兵器を使用してナチュラルの撲滅を考えるようになったパトリックが提案したNJCの技術が、クルーゼの陰謀により地球連合軍に漏洩する。
停戦後は、評議会議員に再選される。

### シーゲル・クライン
Siegel Clyne
声 - 秋元羊介
人種：コーディネイター・男性 / 生年月日：C.E.22年 / 没年月日：C.E.71年
物語開始時点のプラント最高評議会議長であり、ラクスの父。議会穏健派の中心人物であり、専門は宇宙生命学と天文学。コーディネイターを誕生させることが国際的に違法と定められてから6年後のC.E.22年にスカンジナビア王国で極秘裏に誕生した。C.E.68年、ザフトの最高意思決定機関であるプラント最高評議会議長に選出される。彼の議長任期は3年であった。後任のパトリックが政権を握ってからの彼の肩書きは明らかでないが、議長退任後彼は評議会議員そのものも辞し、自由条約黄道同盟を離党、組織の制服である青服も紫服も着なくなった。一度だけオブザーバーとして茶色の背広姿で評議会に姿を見せたが、その後は完全にザフト、最高評議会と袂を分かっている。
血のバレンタイン事件後、第一次ビクトリア攻防戦の結果をも踏まえてオペレーション・ウロボロスを可決。C.E.70年2月18日、血のバレンタイン事件被害者の国葬の際、プラントの独立と地球連合への徹底抗戦を宣言する「黒衣（喪服）の独立宣言」を行った。同時に、地球連合の旧プラント理事国に協力しないよう南アメリカ合衆国や大洋州連邦と取引を行い、それを受諾させている。また、10月会談を行おうとするなど、早期の和平を求めており、地球連合の親書を持参したマルキオ導師を入国させている。
パトリック・ザラとは公私を共にする関係であり、ザフト創設の中心となったが、コーディネイターの持つ出生率低下を目の当たりにし、その優生思想に疑問を抱く。そして、自然交配による出生率が低下しているコーディネイターは安定した新たな種などではなく、今後ナチュラルと交雑を続けることで自然（ナチュラル）への回帰を迎えるべきという結論に至り、回帰への布石として中立地帯である南米の密林にてハーフコーディネイターの隠れ里を設け、サーペントテールに護衛させていた。また「命は生まれるものであり、造り出す物ではない」と主張し、パトリックから「そんな概念、価値観こそが、もはや時代遅れ」と一蹴される一幕もあった。このため地球連合軍との徹底抗戦を主張するパトリックからは政敵と見なされるようになり、評議会の強硬世論を十分抑えきれないまま彼に評議会議長の座を明け渡すことになる。
「SEED X ASTRAY」では地球のエネルギー危機を解決するためにマルキオの伝を使いNジャマーキャンセラーを地球に送り届ける手筈を行うが、自身のプラントでの地位からその監督役をサーペントテールに委任している。
ラクスによるフリーダム強奪事件の際には、状況証拠から政敵の謀略と断定したパトリックの指示により指名手配され、逃亡したが間もなくザラ派の特殊部隊に潜伏先を発見されたことで一斉射撃を受けて殺害された。
『DESTINY』劇中では既に故人なので本人は登場しないが、ミーアがラクスに成りすますためのレッスン中の場面において、在りし日の彼の姿を写した等身大のパネルとして登場している。

### ジェレミー・マクスウェル
プラント最高評議会議員。化学博士でありラスティの父。開戦初期からザラ派のシンパであり、最初からナチュラルに対し良い考えをもっていなかった。妻と離婚し、ラスティが母親に引き取られたのもナチュラルに対する意見や考え方の食い違いによる対立が原因とされている。

### タッド・エルスマン
声 - 中嶋聡彦
C.E.71年末まで、プラント最高評議会議員を務めた人物。ディアッカの父。
出身はフェブラリウス市。基礎医学、臨床医学、生化学、分子生物学、応用生体工学の専門家であるため、コーディネイターという種族の根幹を担う人材である。また、評議会ではザラ派寄りで反ナチュラルの最右翼の立場であったが、息子のディアッカがMIA（戦闘中行方不明）となった以降は、穏健寄り中立派へと立場を変えた。息子であるニコルの死を契機に穏健派から急進派へと立場を変えた同僚のユーリとは対照的である。ただし、本編では地球へのニュートロンジャマー投下に際しエネルギーおよび経済への影響を懸念しており、もとより穏健派に近い考えをもっていたことが示されている。戦後の動向は不明。
息子のディアッカは、（当時は地球軍）のアークエンジェルのスカイグラスパー（ムウ・ラ・フラガが操縦）にバスターを撃墜されて投降し捕虜となるが、直後にアークエンジェルがアラスカ入港しアラスカ基地攻略戦に巻き込まれアークエンジェルは脱走しオーブに逃げ込み、地球軍がオーブ攻撃を行ったオーブ解放作戦時に解放されるが義勇軍としてアークエンジェルの一員となり、オーブ脱出後もラクスクライン率いるアークエンジェル・エターナル・クサナギの同盟軍の一員になっていた。
小説版では、息子の入隊を親心ゆえの心配というよりも「不向き」という理由で反対していた。

### パトリック・ザラ
声 - 有本欽隆
人種：コーディネイター・男性 / 生年月日：C.E.23年 / 没年月日：C.E.71年9月27日
プラント評議会初代国防委員長でアスランの父。自由条約黄道同盟ザフトの創設メンバーのひとりであり、その前身、黄道同盟の創設メンバーでもある。プラントの国家主権獲得、ザフトの建設を主導した中心人物。「勝つために必要」とみずから開発を主導した核動力MSフリーダム、ジャスティスの完成日と同じC.E.71年3月28日、プラント最高評議会議長に就任する。議長就任後も国防委員長を兼任。
コーディネイターを誕生させることが国際的に違法と定められてから7年後、大西洋連邦で極秘裏に誕生した。L5コロニーの建設に携わっていたときにシーゲルと出会い、二人はプラント住民（コーディネイター）の諸権利獲得を目的とした政治結社「黄道同盟」結党の同志となる。
自身がプラントでテロに遭ったあと、妻のレノアと息子のアスランの身分を隠し月のコペルニクスに移住させる。情勢の悪化後はコペルニクスも危険と判断し、プラントに戻ってくるように言い続けていた。ナチュラルに関していい考えはまったくもっておらず、レノアがナチュラルと交友を続けていることにも反感を示していた。
劇中パトリックは、コーディネイターの中でもナチュラルへの蔑視、憎悪、選民意識が極めて強い部類に入る人物のひとりである。地球連合については劇中演説の中で、「我らの優れた能力を嫉妬したナチュラルたち」、と断じ、自身が統帥として戦争指導にあたったヤキン・ドゥーエ戦役の戦争目的についても、ナチュラルをすべて滅ぼすための戦いであり、それは当初から自明なことであると述べている。人種観においては、コーディネイターは進化した新たな種であり、ナチュラルは古き種であると頑なに主張する。第3世代コーディネイターの出生率の低下については「我らが英知」（＝さらなる遺伝子改良）が解決すると主張して譲らず、コーディネイターの衰退を受容するシーゲルの意見を断固として聞き入れようとしなかった。開戦後は、ナチュラルへの敵愾心をさらにエスカレートさせ、今や穏健派として政敵となったシーゲルとの対立も深刻化。自身の主戦論を利するよう編集した映像を放映しつつ演説を行うことで、プラント市民のナチュラルへの敵愾心をひたすら煽り続ける。また、この時点からクルーゼとも密談を行い、さまざまな特殊任務を与えていた。
C.E.71年4月1日、コンピュータによる予備選別と住民投票によりプラント最高評議会議長（国防委員長の職も引き続き兼任）に就任し、ザフトの最高権力者となる。元々タカ派評議員の急先鋒であったが、これ以降、人類絶滅をもくろむクルーゼの働きかけもあり、その行動はさらに先鋭化して行く。アラスカ基地攻略戦では、評議会の承認なしで密かに目標を変更したが、これは既に敵に情報が漏れており、作戦の失敗で地上のザフト兵力を大幅に損耗する。
さらにはラクスが手引きしたフリーダム強奪事件を利用して、政敵のシーゲル暗殺をはじめとするクライン派（穏健派）の粛清を唱え、主戦主義に凝り固まり専横の限りを尽くす独裁者となってゆく。その一方、クルーゼを上手く利用していると思っていたが、実際は両陣営共倒れを狙う彼に逆に利用されており、NJCによって核兵器を再実用化したことは、結果的に自軍の喉元に刃を突きつけられる事態を招く。
その後、アスランにもついには銃を向け、第二次ヤキン・ドゥーエ攻防戦において、大量破壊兵器ジェネシスの発射を実施。ジェネシスの第3射を地球に向けて発射しようとした際、パトリックに「これ以上の戦闘は無意味」と諫言したユウキを撃ち、さらに射線上にいる味方を巻き添えに発射を強行しようとする。しかし直後、死に際のユウキに銃撃され、ヤキンの執務室に突入したアスランに看取られつつも、ナチュラルへの憎しみに囚われたまま事切れ、ヤキンの自爆と同時にジェネシスが連動発射するようプログラムを発動させる（その後、アスランはジャスティスの自爆によりジェネシスもろとも自決を決意するが、カガリに説得されて脱出する）。
その直後にカナーバによるクライン派のクーデターと地球軍との停戦協議が行われ、停戦とユニウス条約締結となる。
停戦後も、同じナチュラル抹殺を唱える過激派のザフト脱走兵たちから英雄視されており、サトーらザラ派テロリストが発生し、ジンハイマニューバ2型によるユニウスセブン落下テロ事件が発生することになる。
高山瑞穂の漫画版では、レノアのいない世界など意味はないとジェネシスを地球へ撃とうとするが、アスランがジャスティスを自爆させたことで防がれ、その自己犠牲的な行動に感化されたザフト兵士たちに反逆されて取り囲まれた場面で、描写が終わる。
『愛と戦いのロボット 完全保存版』で発表されたアンケート「みんなで選ぶロボットアニメーションベスト100」では、「一番極悪な悪役・敵役は？」で第70位にランクインした。

### パーネル・ジェセック
声 - 望月健一（『DESTINY』）
プラント最高評議会議員。ノウェンベル市の代表で、多目的実用生産工学の専門家。評議会の中では穏健寄り中立派に属している。停戦後も再選され評議会議員を務めている。

### ヘルマン・グールド
声 - 川津泰彦
プラント最高評議会議員。人文学分野のエキスパート。ザラ派に属し、連合軍から提示されたオルバーニの譲歩案を下手な時間稼ぎと一蹴した。

### ユーリ・アマルフィ
声 - 千葉一伸
プラント最高評議会議員で、ニコルの父。MSの設計局や工場が集中するマイウス市の代表。評議会ではクライン派であったが、パトリックの演説に共鳴するような発言も行い、ニコルの戦死後にザラ派へと傾く。工学エンジニアとしてはNJCを開発し、フリーダムとジャスティスの完成に大きな役割を果たす。
小説版『FREEDOM』では、デュエルブリッツやライトニングバスターの改修をしたことが言及されている。

### ルイーズ・ライトナー
プラント最高評議会議員。開戦当初はナチュラルに対して穏健派寄りであったが、血のバレンタインで故郷のユニウス市に核を撃ち込まれ、親友のレノアも失ったことで急進派へと転換した。アラスカ基地攻略戦後は中立派（資料によっては穏健派のまま）へと傾きつつある。
停戦後は評議会議員に再選され、ギルバート・デュランダルの死後にはオーブとの和平会談における代表を務め、記者会見の際にオーブ代表首長のカガリと握手を交わす。

### レノア・ザラ
Lenore Zala
パトリックの妻でありアスランの母。ユニウスセブンに在住し、息子とは仲が良かった。ナチュラルであるカリダとも友人関係にあり、自作の野菜を提供していた。農学博士でユニウスセブンにて農業研究に携わっていたが、ブルーコスモスの陰謀によって引き起こされた血のバレンタイン事件の犠牲者となり、彼女の死がアスランにザフトへの入隊を促すことになった。

### ロミナ・アマルフィ
声 - 永島由子
ユーリの妻でありニコルの母。息子の死後、形身のピアノの前で泣き崩れる。
小説版によると、ニコルの死で塞ぎ込んでいることがユーリからアスランに語られている。

### その他（プラント）

#### ハロ
声 - 三石琴乃
ラクスの所有する、アスラン手製の小型球形ロボット。ラクスが、アスランから最初に贈られた1台目をとても気にいったことをきっかけに、ラクスの誕生日など記念の日ごとに色違いの同型機を贈り続けた結果、膨大な数になった（このことはアスラン自身も「何も考えずに造りすぎたのではないか」と反省している）。
このためラクスの自宅には室内外を問わず、これらの大量のハロが跳ねまわっている。色以外にもその行動にはそれぞれ微妙な個性があり、まるで人間的な感情があるように見えることもあるが、製作者であるアスランは否定している。発語能力はシンプルで、関西弁や「オマエモナー」など、限られたボキャブラリーで意思表示をする。ピンクちゃんは、鍵がかかっている扉をすぐ開ける癖がある。
また、停戦後オーブで生活をしていたラクス、キラたちの住居に忍び寄ってきたザフト特殊部隊の隠密行動をたちまち察知する。なお、ラクスに扮したミーアも色違いで外観が同じハロを所有しており、いわゆる「インチキ英語」を口癖としている。
『機動戦士ガンダム』を初出とする宇宙世紀ほかに登場するハロはサッカーボール大のサイズであるのに対し、『SEED』でのハロはソフトボール大に設定されている。これは、スポンサーのバンダイが若い女性を対象として、ハロにマスコット商品としての訴求効果を発揮させようとしたからである。

#### オカピ
クライン邸に居る犬型ロボットで、食事やティーセットを運ぶ給仕用である。給仕用なので当然人間が乗るように設計されていないが、幼少時のラクスは乗って遊んでいたという。
アスランとの婚約後、初めて会う先日に乗って動かなくなってしまい（アスランいわく、耐荷重10キロ）アリスが診てくれたが、まだ完全には良くなっておらず、心配してるラクスを見かねたアスランが修理。本調子になったオカピにラクスは感激し、この出来事がきっかけでアスランはハロを生み出すことになる。

## オーブ連合首長国

### カガリ・ユラ・アスハ
声 - 進藤尚美（テレビ版） / 森なな子（『FREEDOM』）
オーブ連合首長国代表ウズミ・ナラ・アスハの一人娘で、キラ・ヤマトとは双子の関係である。

### ウズミ・ナラ・アスハ
Uzumi Narah Athha
声 - 大川透
オーブ連合首長国前代表首長及び五大氏族アスハ首長家当主で、カガリの養父。カリスマ的な指導者であり、「オーブの獅子」と呼ばれる。
初登場した時点では既に代表首長の座をホムラに譲っているが、その影響力は衰えを見せず依然として指導者の立場にあった。第25話で登場するや、まず彼は、周囲の閣僚のぼやきをなだめつつ第2護衛艦群の砲撃でアークエンジェルを追い払ったようにザフトに対して見せかけた上で入港させ、国産MS完成に必要なストライクの戦闘データとキラ・ヤマトの技能の提供を得る、という政治決断を行う。この時点でウズミの語るオーブの「中立」とは、理念最優先の絶対的なものではない。「ナチュラル、コーディネイター、どちらとも敵対しない」ための政治的建前という色彩のものである。また、第27話では周囲の一部の人間が、ヘリオポリスで行われていた地球連合軍のMS開発は「アスハ代表は知らなかったこと」、と釈明しつつ、カガリによればそれは「内部にはそう言う者もいるってだけだ。父自身はそうは言ってない」とのことであり、『ASTRAY』では、G兵器共同開発はサハク家の独断専行によるもので、ウズミが代表首長の座を退いたのはサハクの所業の責任を取ってのことだった。
パナマ攻略戦後、連合軍への参戦要請に対して、代表に再就任し中立維持を宣言するが、サハク家がアズラエルにG兵器開発の協力や技術提供などを行い、彼にオーブの技術力の優秀さを証明したことが原因で、マスドライバーとモルゲンレーテ社を狙われることになり、連合軍はオーブ解放作戦を開始する（ロンド姉弟は、並行して行われた第三次ビクトリア攻防戦に参戦していた）。最終的にオーブの敗北は確実になり、残存戦力とカガリたちをクサナギに乗せて宇宙に飛び立たせたあと、自身はカグヤ島に存在するモルゲンレーテ社の本社とマスドライバー施設を自爆させ、側近たち（ホムラを除く）とともに自決する。
キラの育ての親であるヤマト夫妻からカガリを託され、養父となる。カガリを為政者としての目線、国民としての目線の両方から学ばせるという教育方針を取り、ウズミの旧知の仲のサイーブのもとに預けている。また、ときには頬を赤く腫れあがるほど打つこともあり、厳しくも優しく育てた。
ロンド・ミナ・サハクは「国とは国民のことであり、国家の理念を守るため国民を犠牲にしたウズミは間違っている」とウズミの行動に対しきわめて否定的である。
ウズミの行動に対して否定的な見解をもつ人間も存在している。シン・アスカのように、「ウズミは政治的理念を最優先させ国民を無為に犠牲にした」、あるいは「理念と心中させた」と考える被災オーブ国民もいる。ただ、オーブが侵攻された原因に関してはサハク家側にあったのだが、そういった真実は実質上闇に葬られたため、結局のところ、オーブ侵攻と壊滅双方の責任は、ウズミ一人だけに押し付けられるに至っている。
しかし、当時のパナマの惨状を鑑みても例え連合の要求を呑んだところで国内に在住するコーディネイターはプラントに渡らざるを得ないし、その場で殺される恐れもあるうえにウズミ自身が「連合に下っても明日にはパナマの二の舞」と称したようにザフトがマスドライバーを潰しに来て市民を相手に虐殺をする恐れがあった事実と同時にほぼブルーコスモスそのものと化していた連合ではどのみちオーブ軍によるプラント移住後のオーブ国民への虐殺という事態が待っていた。逆にプラントと手を結んでも、軍と政府はもちろんのこと国民の多数がナチュラルである以上追放されることはなくとも、連合の攻撃で国民が危険に晒されるというさして変わらない結果が待ち構えている状況であった。どのみち国民を守るためには中立の理念ひいては現状を貫く以外になかったのも事実である。
ウズミは、当時大西洋連邦所属艦であったアークエンジェルに対し、艦載機ストライクのデータ提供と、オーブ国産MSの開発にそのパイロットを協力させることを条件に、オーブ国内での同艦の修理と補給を認める。半国営企業であるモルゲンレーテ社がコスモグラスパーの連合との共同開発や、優秀な兵器を堂々と海外に、それも当時ザフトと緊張関係にあった地球連合に輸出している。その一方でサハク派に内密にMSアカツキを開発させていた。

### ホムラ
声 - 水内清光
ウズミの弟で、カガリの養叔父。ウズミの代表首長辞任後に代表の座についたが、その実権は依然ウズミ前代表にあった。国政に関してはウズミの発言力が大きかったものと推測される。小説版での描写から、オーブ解放作戦後は地上に残り戦後処理にあたった模様。『SEED DESTINY』での動向は不明。

### マイリ
小説版に登場。首長の最年長とされている人物で、アニメ版ではホムラがしゃべっていた「子供らが、時代に殺されるようなことだけは……避けたいものじゃな……」の台詞を口にした。

### レドニル・キサカ
Ledonir Kisaka
声 - 千葉一伸
オーブ陸軍一佐、第21特殊空挺部隊所属。オーブ崩壊後は陸軍将校の身でありながら宇宙艦隊の戦艦クサナギの艦長として三隻同盟の一翼を務める。ウズミから厚い信頼を受けており、カガリが国を飛び出したときは、護衛を兼ねて自身の故郷へと連れて行った。出身はタッシル。
『DESTINY』にも登場。デュランダルのロゴス打倒宣言に呼応した東アジア共和国軍に同行し（同行の目的は不明）、ジブラルタル基地へ潜入した。この際、基地からの脱走を図って撃墜されたアスランとメイリン・ホークを救出し、アークエンジェルに連れ帰る。
小説版によると、この時脱走者が出たという無線での傍受後、撃墜の確認及びその脱走兵である機体搭乗員の死亡確認の名目で向かったものと思われる。本当の理由は、脱走兵から基地内部やザフトの機密を入手するのが目的であった。ところが、救助したうちのひとりがアスランだったので驚いたという描写で書かれている。
その後、オーブ軍一佐として軍に復帰。ザフトによるオーブ侵攻時（オペレーション・フューリー）はカガリにウズミの遺言で秘匿していた戦力であるアカツキを託し、自身もバルトフェルド専用ムラサメに搭乗するなどして、カガリを政治面や軍事面などで補佐している。
『FREEDOM』では、キラやイケヤ、ゴウ、ニシザワらと共に、ファウンデーションによってアルテミスに捕らわれたラクス・クラインの救出作戦へ参加する。

### エリカ・シモンズ
Erica Symons
声 - 柳沢三千代
オーブ在住。国営企業モルゲンレーテ社に勤務し、アストレイおよびM1アストレイの主任設計技師を務める。一児（息子の名前はリュウタ）の母でもある。
M1アストレイに必要なナチュラル用OSの自力開発が難航、苦慮した彼女は、「我が国における潜在コーディネイターの軍需産業への貢献」という文献を見て、オーブ国内には素性を隠してコーディネイターが住んでいること、そして彼らがオーブの軍事技術発展に密かに貢献しているらしいことに着目し、キラの力を借りることにする。その結果としてM1のOSは間もなく完成させることができた。
映像化されている物語や解説・資料本では彼女がコーディネイターであるとは語られていない。その開発が難航遅延した地球軍の例と同様、彼女もまた国産MS用OSを自力で完成させることができず、学術文献でその存在が示唆されているオーブ国内の潜在コーディネイターや来訪コーディネイターの力を借りることを考えていた（そして実際先述のように、その後キラの力を借りている）。公式サイト「GUNDAM SEED WEB」でもエリカは「ナチュラル」であると明記されている。その後紙媒体でリリースされた外伝ストーリーやそれを扱った書籍の記述では、彼女は自分も素性を隠して生活する潜在コーディネイターであり、夫にだけ素性を告白し結婚している旨記された。
『SEED DESTINY』では、オーブに帰還をしたアークエンジェルの修復のためにスタッフとともにアカツキ島の地下施設へ駆けつけたり、オーブを攻撃されるのを見たカガリにキサカ、アマギとともにウズミの遺言とアカツキを託す。
『機動戦士ガンダムSEED FREEDOM』では、カグヤ島に辿り着いたキラたちに、ファウンデーション王国のブラックナイトスコードとの戦いの為に、自身が改良・管理していたストライクフリーダムガンダム弐式とインパルスガンダムSpec IIとデスティニーガンダムSpec IIを引き渡した。
主要キャラクターの乗るガンダムタイプを含めオーブ製MSの開発を一手に引き受けているというその立場上、『ASTRAY』シリーズでも重要人物として登場する。ジャンク屋組合のプロフェッサーと親友だったことなどが描かれている。
オーブ国内における立場としては、アニメ本編では彼女の政治的党派性を現す描写は特になく、首長ウズミ・ナラ・アスハの命によりM1アストレイ等の開発に尽力している。一方紙媒体で展開する外伝では、もともと彼女の勤めるモルゲンレーテ社に関わりの深いサハク家寄りの立場を取っていたが、自国戦力の強化のためには手段を選ばないロンド・ミナ・サハクらの方針に常々疑問をもっていたこと、さらにはオーブ陥落後国家元首の地位をアスハ家から奪取せんとの野望を抱くロンドから、自分にカガリ暗殺の命令が下されていたことを劾から知らされたことをきっかけにサハク家と決別しアスハ家寄りに転向する。ロンドのカガリ暗殺計画はエリカの意見を尊重した劾の手によって防がれる。その後、皆にコーディネイターであることを告白する。

### アサギ・コードウェル
Asagi Caldwell
声 - 松本さち
M1アストレイのテストパイロット3人娘のひとりで、実質的なリーダー格。少しクセの強い金髪。搭乗するM1アストレイの機体番号は211。オーブ崩壊後はクサナギに乗艦するが、第二次ヤキン・ドゥーエ攻防戦において、ジュリが撃墜されたことに気を取られた隙を突かれ、ビームの砲火を機体に受け戦死。
後藤リウの小説版ではアスランやカガリとともにヤキン・ドゥーエ内部へ突入するが、ザフト兵との銃撃戦の際に撃たれ、カガリに看取られ死亡。漫画版ではジュリ、マユラとともにクルーゼに敗れる。

### マユラ・ラバッツ
Mayura Labatt
声 - 倉田雅世
M1アストレイのテストパイロット3人娘のひとり。短めの赤髪。搭乗するM1アストレイの機体番号は212。劾やイライジャらにはMSの操縦技術を酷評されている。オーブ崩壊後はクサナギに乗艦するが、第二次ヤキン・ドゥーエ攻防戦において、ほかの二人に先駆けてゲイツと相討ちになり戦死。

### ジュリ・ウー・ニェン
Juri Wu Nien
声 - 佐藤ゆうこ
国防軍MSパイロットで長めの青髪にピンク色のメガネを着用している。アサギ、マユラとともにM1が実戦配備される前からテストパイロットを務めていた。連合のオーブ攻撃時に正式パイロットとして初陣を飾り、M1隊3人娘のなかで唯一格闘戦で敵機を撃破する。カガリとは仲がいい様子。搭乗するM1アストレイの機体番号は213。
オーブ崩壊後はクサナギに乗艦し、エリカの息子であるリュウタの世話を、アサギ、マユラとともにしていた。そのほか、エターナルの貨物搬入をM1でするなど、雑用もこなしている。
L4宙域の会戦では、アサギ、マユラとともに、危なっかしいながらもストライクダガーやゲイツなど量産機を倒し続ける。第二次ヤキン・ドゥーエ攻防戦において、混戦の最中にビームの砲火を機体に受け戦死する。
小説版では、彼氏がいるという描写がなされている。この彼氏というのは、ロウのことを言っているのだと思われる。また、M1隊3人娘の最初の犠牲者になっている。漫画版ではアサギ、マユラとともにクルーゼに敗れる。
『ASTRAY』では、欠陥のあったM1のOSを完全なものとするためにレッドフレームを使いこなすロウに対して「マリーン」の偽名で接触する。その際にロウを気に入り、彼がオーブに来てからは積極的にアタックするが、結局はロウの仲間の山吹樹里に気を使って身を引く。なお、終盤にロウと再会する話が描かれる予定だったが、ジュリが本編で戦死したため描かれることはなかった。
レッドフレームに搭乗した際、「ガーベラ・ストレート」を「対艦刀」と間違えるなど、ドジな一面もある。

### ミーシャ、ジェシカ
声 - 三石琴乃（ジェシカ）
ヘリオポリスのカトウゼミに通うキラ・ヤマトほか4名よりも1学年下の、フレイ・アルスターの同級生。ブラウンヘアーがミーシャ、黒髪がジェシカ。3人でショッピング街の洋服店にいた時にG奪取作戦が実行され、その混乱の中で散り散りとなる。事後、第4話でフレイより「店ではぐれてしまい、仕方なく一人でシェルターに逃げた」と語られたのみで、安否は不詳のまま終わった。

### ティリング
声 - 後藤史彦
第25話に登場したオーブ海軍第2護衛艦群の指揮官。オーブ領海に接近したアークエンジェルとザラ隊に警告する。

### マーナ
声 - 松本さち（『SEED』）、山田みほ（『SEED DESTINY』）
カガリの侍女。『DESTINY』でのセリフから、セイラン家との結婚に対してあまり好感情はもっていないと思われる。キラにカガリがアスランからもらった指輪を封入した手紙を渡す。

### カリダ・ヤマト
Calida Yamato
声 - 井上喜久子
キラの育ての母（養母）。ヴィアの妹であり、キラとカガリの実叔母にあたる。コペルニクス在住時には、アスランの面倒を仕事で留守がちな彼の母レノアに代わってよく見ていた。そのため、アスランは彼女が作るロールキャベツが好物であった。レノアと親友でよく相談に乗ってもらっていたこともあり、コペルニクスからプラントへの移住を望んでいたが、ハルマがプラントよりコーディネイターとナチュラルが共存していたオーブを選び、ヘリオポリスに移住した。
停戦後は、マルキオ導師の伝道所で手伝いなどをしながらキラの様子を見ていた。

### ハルマ・ヤマト
Halma Yamato
声 - 松本保典
キラの育ての父で、キラとカガリの義叔父。ブルーコスモス襲撃の間際にヴィアからキラとカガリを託され、メンデルから脱出する。その後、キラは自分たちの手元で育て、カガリはアスハ首長家のウズミへ里子（養子）に出した。
『DESTINY』には登場しない。

### マルヤマ
第39話に登場するオーブ陸軍所属のM1アストレイ・パイロット小隊長で階級は一尉。ストライクダガーに撃たれて戦死する。

### キクチ
最終話に登場する三隻同盟クサナギ所属のM1アストレイ・パイロット。カガリに随行しヤキン・ドゥーエに潜入した。
また、サカキ、カノウ、サイトウなどのM1パイロットもクサナギ所属で存在した。

### カトウ教授
第1話に口頭のみで登場する人物。ビジュアルは存在しない。ヘリオポリスで「カトウゼミ」を開いており、キラには自身の研究におけるプログラム解析を依頼していた。
実はオーブの機械工学の第一人者であり、ヘリオポリスにおけるアストレイのOS開発の担当者でもある。

## 明けの砂漠

### サイーブ・アシュマン
声 - 広瀬正志
『SEED』『DESTINY』 (FINAL PLUS)などに登場する、北アフリカのレジスタンス「明けの砂漠」のリーダー。バルドフェルド隊に占領された郷土を解放すべく戦っている。以前は大学教授で、ウズミとは旧知の仲。連合軍に好意をもっているわけではないが、彼らの主敵はザフトであったためアフリカに降下して来たアークエンジェルと共同戦線を張る。
家族には妻、12歳になる息子のヤルー（声 - 豊嶋真千子）、ネネ（名前以外は不詳）などがいる。一方、ヤルーが「シャムセディンの祖父さま（またはじいさま）が」とも述べているが、サイーブの実父（ヤルーからみた祖父）のことなのか、シャムセディンという他人の祖父という意味なのかが分かり難いため詳細は不明だが、続く第7巻のバナディーヤ突破戦後、タッシルの長老による死者への追悼シーンにて「アジブ・シャムセディン」という名が挙げられているため、「明けの砂漠」のメンバーにシャムセディンという者がおり、その祖父がタッシルで暮らしていた、というのが真相と思われる。

### アフメド・エル・ホズン
声 - 沼田祐介
「明けの砂漠」の若手メンバー。カガリに密かな恋心を抱き、常に率先してパートナーを務めていたが、タッシルの町を焼き掃ったバルトフェルド隊への追撃戦で運転していたハーフトラックごとバクゥに蹴り飛ばされ戦死する。死後、いつかプレゼントしようとしていた鮮緑色のマラカイトの原石は、母親の手でカガリに贈られる。

### エドル、ジャアフル、アヒド
「明けの砂漠」のメンバーたち。第18話でサイーブが乗るハーフトラックの運転を担当したのがエドルで、ジャアフルとアヒドは同話の中でバクゥの無限軌道にひかれて戦死する。
また、タッシルの町人も含まれているらしく全員が「明けの砂漠」の戦士だったのかは不詳だが、アジブ・シャムセディン、アル・ガウアリ、シュタイン・オーファー、ハムド・ムドンガ、ステファン・リンドベルガ、ロバジ・アサド、ロバン・タルコフ、ハルファ・ビン・ラード、ウサル・ハラハなども存在した。

## その他の人物

### エル
声 - 豊口めぐみ
キラが故障した救命ポッドをアークエンジェルに持ち帰ったときに乗っていた、ヘリオポリスの避難民の幼い少女。低軌道会戦において、メネラオスから放出された脱出用シャトルに搭乗していたがストライクとデュエルの戦闘の最中にシャトルがその合間を通り過ぎたため、射撃を妨害されたと激怒したイザークによりシャトルを撃墜され、母親（声 - 三石琴乃）らほかの避難民とともに死亡する。スペシャルエディションとHDリマスター版においては、シャトルが爆発する際の内部の様子が鮮明に描かれた。アークエンジェルがユニウスセブン跡から物資を調達する際に、犠牲者への哀悼の意を込めて乗艦者全員で作った折り紙の花の一つを、艦を守って戦い続けたキラへの感謝の印として渡しており、彼女を守り抜けなかったことがキラにトラウマとして深い悔恨を与える。

### ジョージ・グレン
声 - 堀秀行
人種：コーディネイター・男性 / 生年月日：C.E.-16年4月1日 / 没年月日：C.E.53年（正確には肉体のみ）
『SEED』第14、47話（存在の事実のみ、HDリマスターでは45話）、『SEED ASTRAY』、『DESTINY ASTRAY』などに登場。
「我々ヒトには、まだまだ可能性がある。それを最大限に引き出すことができれば、我等の行く道は、果てしなく広がるだろう」という理念を持った正体不明の科学者グループの手によって受精卵の段階で遺伝子操作されて誕生した、劇中で人類史上初とされているデザイナーベビー。
個人の経歴や家族構成などのいっさいが不明のまま成長し、わずか17歳で大西洋連邦（旧アメリカ合衆国）のMIT博士課程を修了する。オリンピックでは銀メダルを獲得し、アメリカンフットボールのスター選手でもあり、海軍に入隊し、のちに空軍のエースパイロットとしても活躍。その他、理工学の分野でも若くして様々な業績を挙げ、世界中から万能の天才として注目される。
そのような時勢のさなか、みずから設計した木星探査船「ツィオルコフスキー」に乗り込んで木星探査に出発する際、宇宙からの通信で自分が遺伝子操作を受けた人間であることを初めて告白し、その詳細なマニュアルを世界中に公開頒布。「僕はこの母なる星と、未知の闇が広がる広大な宇宙との架け橋。そして、人の今と未来の間に立つ者。調整者。コーディネイター」と称した。そしてさらに、「僕に続いてくれる者が居てくれることを、切に願う」と述べ、旅立っていった。
ジョージが去った地球上では多大な混乱と論争が巻き起こり、何度も遺伝子改変を禁ずる条約などが決議されたが、自分たちの子どもの遺伝子を操作する者が続々と現れるようになり、逆にその手術を嫌悪、あるいは否定して行わなかったものとを区別する「コーディネイターとナチュラル」という呼び名が広義化。ジョージは「ファーストコーディネイター」と呼ばれるようにもなった。
その結果、両者の軋轢は深刻さを増し続け、長きに渡る新たな差別が始まった。一方、ジョージ本人も老齢にさしかかったC.E.53年、コーディネイターとして生まれてこなかったことを悲観したナチュラルの少年に暗殺されるという大事件が起こる。しかし、その少年は心身耗弱と判断されて刑事責任を問われなかったため、背後にブルーコスモスの影響があったと推測されるも真相は闇の中となった。
この際、地球国家に対しプラント側は犯人の身柄引き渡しを要求したものの、地球側はそれを斥けている。
キャプテンGGとしてのジョージ・グレン
『機動戦士ガンダムSEED ASTRAY』シリーズでは、ジョージの支持団体であった「ジョージ・グレン友の会」によって極秘裏に脳だけが摘出冷凍・延命保存され、「GGユニット」の中で厳重に守られ続けた。それから18年後、コーネリアス級補給艦改造船リ・ホームの管制CPUと神経接続し、ホログラフィー艦長「キャプテンGG（ジョージ・グレン）」となって蘇生。以降はジャンク屋チームのメンバーとして同行する。
この際、上述してきた人種間紛争について「どう思う？」と質問したロウ・ギュールに対し、これは言葉の通り地球と宇宙・現在と未来の「調整者」と定義した意味での「自分に続く者」を望んだ発言だったが、ロウ自身もそうであったように単に遺伝子を調整（コーディネイト）した人間とする誤った解釈とは違うことを説明し、戦いを終わらせる方法については「君はどう思う？」と返したあと、自分で自分の答えを出したナチュラルのロウに、「君も真の調整者（コーディネイター）だよ！」と賛辞を贈る。
以前の自分に欠けていた「笑い」のセンスを磨くことも目標に掲げてジョークを多用することから、英雄としてのイメージで大ファンだった樹里はそのギャップに耐えられず、本人であることすらも否定するに至るまで嘆き悲しんでいる。
リ・ホームの周辺であれば自身のデータをMSに転送することで遠隔操縦することもできるため、おもに樹里のサポート役でバクゥ バルトフェルド専用改修タイプのパイロットを務めることもある。
なお、この事実が世間に露見するとプラント・地球連合両陣営による熾烈な争奪戦が起こることが容易に予想されるため、ロウたち自身の身の安全を確保する意味でも厳重に秘匿されており、ジャンク屋チーム以外にはまったく知られていない。

### アル・ジャイリー
声 - 塩屋浩三
バナディーヤの街の武器商人。ザフトにもゲリラにも関係をもつしたたかな性格。

### マルキオ導師
声 - 中井和哉
盲目のナチュラルで、教会とログキャビンからなる伝道所をオーブ連合首長国に近い群島の1つに構え、リン、オロ（第38話でアスランの脚を蹴った男児）、ロイなど多くの孤児を引き取って生活している。
もともとは巨大な宗教界（具体的な宗派は不明）に属していたが、ジョージ・グレンの出現からはじまった激動の遺伝子改変時世の中で宗教闘争に失望して法衣を脱ぎ、「SEEDをもつ者」の可能性を「遺伝子操作による優劣とは関係のない、ヒトと世界が融和しうる認識力の変革」であると説くようになり、次第にナチュラルからもコーディネイターからも共感する者が増え、現在では地球連合・プラント双方からも一定の信頼を得ている人格者として周知されている。また、過去にはジャンク屋組合を国際組織として認めさせ、戦時下でも完全中立の立場で自由に活動できることに成功しており、一個人でありながら世界への影響力はかなりのものがある。
アニメ本編では第30話から登場。連合側の事務総長を務めるオルバーニから託された親書「オルバーニの譲歩案」をパトリック・ザラ政権となったプラント最高評議会へ提出するために渡航しようとしていたころ、別件であるギガフロート計画について来宅する予定になっていたロウ・ギュールの到着を同じジャンク屋メンバーの山吹樹里とともに待っていたが、アークエンジェル隊とザラ隊の戦闘が島内まで及ぶ事件が起こる。その後、重傷の少年を救助してきたロウから身柄を引き受けたマルキオは、少年の所持していた認識票の刻銘から彼がラクス・クラインの話していたキラ・ヤマトであることを知り、クライン邸へ運ぶに至る。しかし、シーゲル・クラインを介して提出した譲歩案は「愚にもつかぬ講和条件」として却下され、さらにオペレーション・スピットブレイクを控えた宇宙港に規制が布かれたことでプラント滞在の延長を余儀なくされたが、意識を取り戻したキラやラクスと過ごすあいだに二人を指してSEEDをもつ者であることを伝えた。
一方、裏ではシーゲルとともに地上のエネルギー問題解決のため、NJCに関わる陰謀に深く関与し、プレア・レヴェリーを使者としてジャンク屋組合に派遣したりするなど、かなり危ない橋を渡る事件に手を差し伸べてもいた。停戦後はキラ、ラクス、アスラン、カガリらが加わった生活が始まり、ほぼ同時期にプレアの遺志を継いでNJCを届けに来たカナード・パルスから謝罪されるも、いっさいを咎めずに「プレアはあなたと共にある」と助言して新たな旅立ちを後押しする。
続編の『SEED DESTINY』にも登場。キラ、ラクス、カリダ・ヤマトらを交えて暮らしていたが、ブレイク・ザ・ワールド事件の被害でこれまでの伝道所を失い、マリューとバルトフェルドが暮らしていたアスハ家別邸に移るが、今度はラクスを狙った暗殺者の夜襲を受ける。最終的には難を逃れ、カガリを一旦オーブから連れ出すことを決めたキラたちアークエンジェル一行の出航を見送る姿が最後となり、『SEED』当時のように表舞台に立つことや政変に関わることはほとんどない。

### ユーレン・ヒビキ
声 - 柳沢栄治
キラとカガリの実父で博士号を所持している遺伝子研究の専門家である。コーディネイター作成禁法下でコーディネイター出産を一大産業として行っていたG.A.R.M. R&D社は遺伝子研究のメッカL4コロニー「メンデル」に研究所をもっており、ユーレンはそこで主任研究員として勤務していた。
「最高のコーディネイター」創造のための「人工子宮」の開発に心血を注ぎ、生体サンプルとして扱った多くの胎児の命を平然と犠牲にし、さらには研究資金と引き換えに、アル・ダ・フラガののクローンであるラウ・ル・クルーゼを生み出すような人物と成り果てる。最終的には妻ヴィアに宿った自身の二卵性双生児（受精卵）のうち男児の方（後のキラ）を実験体とするも、実験の成功（キラの誕生）直後、ブルーコスモスの襲撃を受けて生死不明となった。
小説版『FREEDOM』では、アウラ・マハ・ハイバルの回想の中で、メンデル在籍時の彼女とライバル関係にあったことが明される。アウラがデュランダルのデスティニープランに同調してアコードを生み出した際は、遺伝子のみならず他人すべてを操ろうとする考え方を傲岸であると一蹴しており、彼女がキラに対しても憎しみを抱く要因となる。

### ヴィア・ヒビキ
声 - 桑島法子
キラとカガリの実母。ナチュラル。キラと同じ茶色の髪と紫色の瞳をしている。夫ユーレンと同じく遺伝子研究所に勤務する研究者だが、人為的にヒトを作出することには否定的だった。カガリはヴィアの胎内で自然に育ち分娩されたが、キラは受精卵の段階で母胎から取り出されて人工子宮内で育成された。シーゲルとほぼ同義の台詞「命は生まれ出ずるもの」「作り出すものではない」を述べ、コーディネイター研究に没頭する夫を激しく非難した。
ブルーコスモス襲撃の際、キラとカガリをメンデルにいる実妹夫婦であるヤマト夫妻に預ける。キラとカガリはヤマト夫妻に連れられてオーブへ亡命したため、難を逃れた。しかし、ヴィアはユーレンとともに生死不明になった。

### アル・ダ・フラガ
声 - 三戸耕三（テレビ版）、関俊彦（スペシャルエディション）
代々続く資産家の当主で、ムウ・ラ・フラガの父親。もともと不仲だった妻の影響を受けたムウを厭い、ユーレンにスーパーコーディネイターの研究への支援と引き換えに、自身のクローンを生み出すことを依頼した。設定画でも劇中に映る表情でも、ほぼ常に威圧的で緊張感に満ち溢れ、額にしわを寄せた不機嫌な表情を浮かべている。当初は不仲な妻の影響を受けて育つムウを忌避してクローンの成功体であるラウに家督を継がせようと厳しい教育を施したが、彼がクローンゆえに寿命が長くない失敗作とわかると捨てたうえ、改めてムウに関心を戻し跡を継がせようとした。その後、みずからを身勝手に生み出し身勝手に捨てた報復としてクルーゼに放火された屋敷から逃げ遅れて死亡。
ラウは彼のことを「己の死すら金で買えると思い上がった愚か者」と唾棄しており、少なくともラウには利己的極まりない下劣な人間であると理解されていた。またムウのおぼろげな記憶でも、幼少期のムウから見てもアルは「傲慢、横暴、疑り深い」という印象しかないような性格だった。アルのクローンは、あとにクルーゼ以外にレイ・ザ・バレルが誕生している。